# Anthophila
Las abejas (Anthophila, del griego antiguo ανθος [anthos], ‘flor’ y φίλος [philos], ‘amor’) pertenecen al clado de insectos himenópteros, sin ubicación en categoría taxonómica, dentro de la superfamilia de los apoideos. Se trata de un linaje monofilético con más de veinte mil especies conocidas. Las abejas, al igual que las hormigas, evolucionaron a partir de himenópteros aculeados. Los antepasados de las abejas estaban relacionados con la familia Crabronidae y eran depredadores de insectos. Es posible que las primeras abejas se hayan alimentado del polen que cubría a algunas de sus presas y que, gradualmente, hayan empezado a alimentar a sus crías con polen en lugar de insectos.
Hay muchas más especies que aún no han sido descritas. Se las encuentra en todos los continentes, excepto en la Antártida. Están en todos los hábitats donde hay plantas con flores (angiospermas). Están adaptadas para alimentarse de polen y néctar, usando el primero fundamentalmente como alimento para las larvas y el segundo como material energético. La especie más conocida es la abeja doméstica (Apis mellifera), a veces simplemente llamada «abeja»; esta especie es un insecto social que vive en enjambres formados por tres clases de individuos: reina, obreras y zánganos; sin embargo, la mayoría de las especies de abejas son solitarias, es decir, que no forman enjambres. Existe también un número de especies semisociales, con capacidad de formar colonias; por ejemplo, los abejorros. Estas colonias no llegan a ser tan grandes ni duraderas como las de la abeja doméstica.

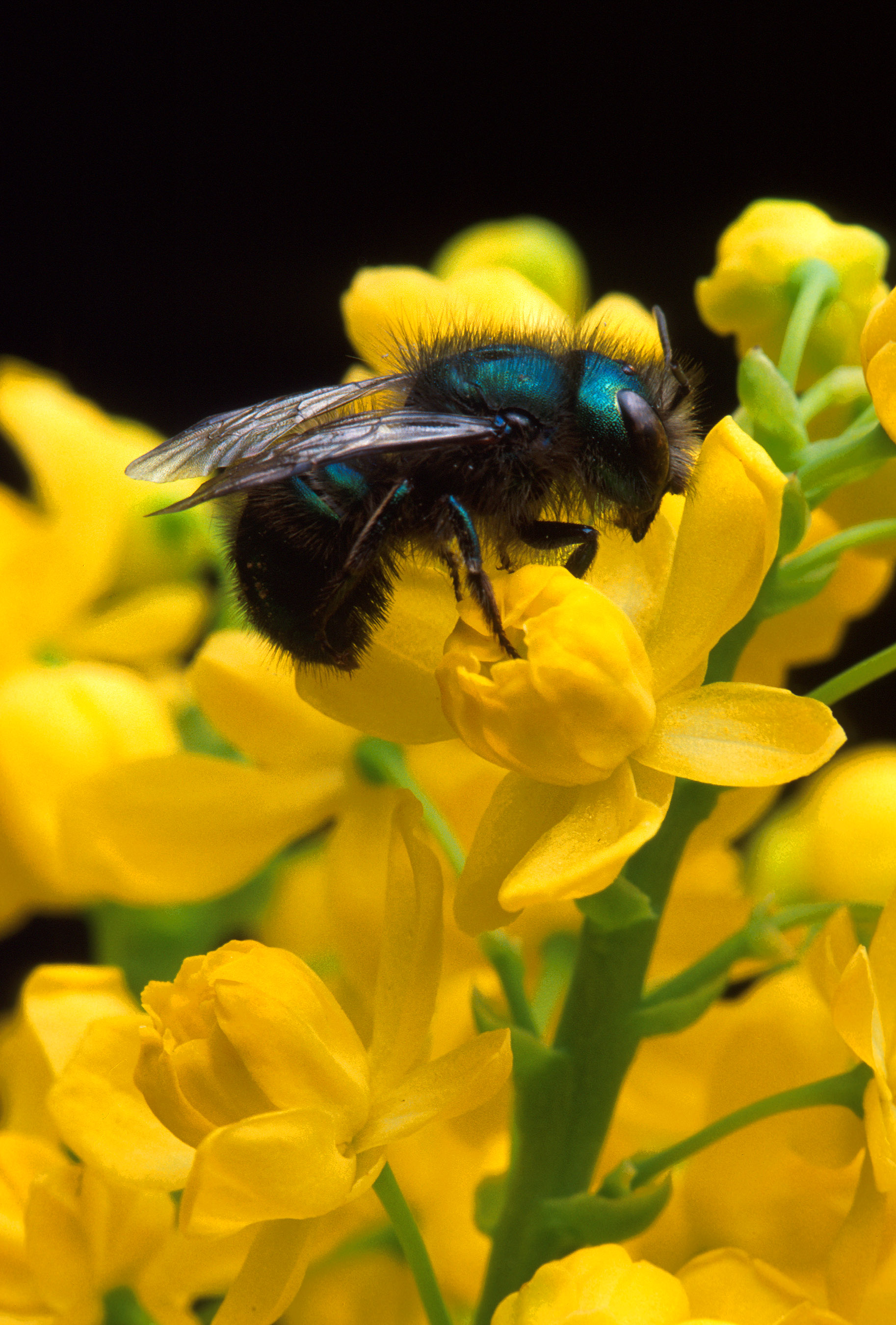
Osmia ribifloris.

## Descripción

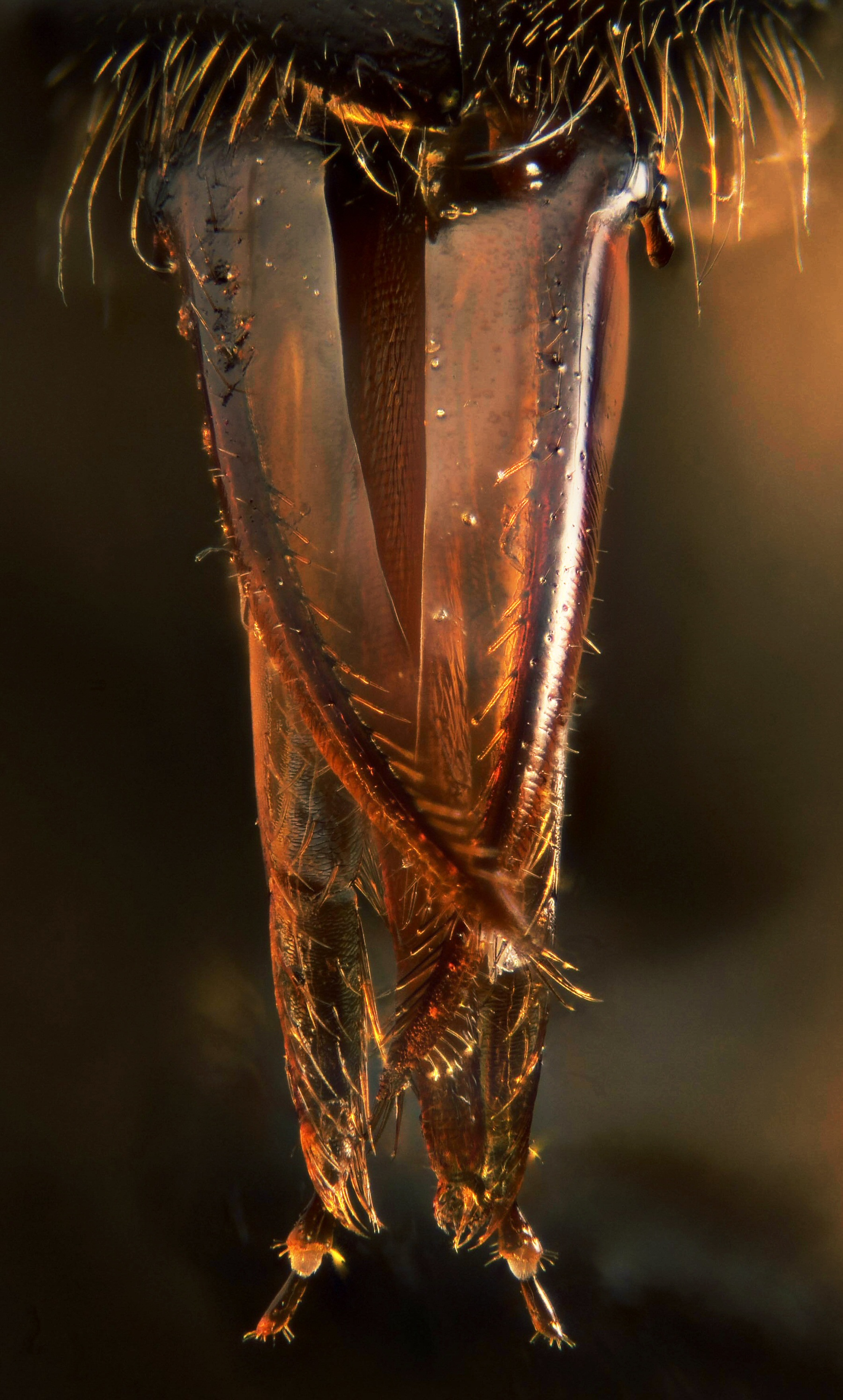
Piezas bucales de una abeja doméstica (labio y maxila).

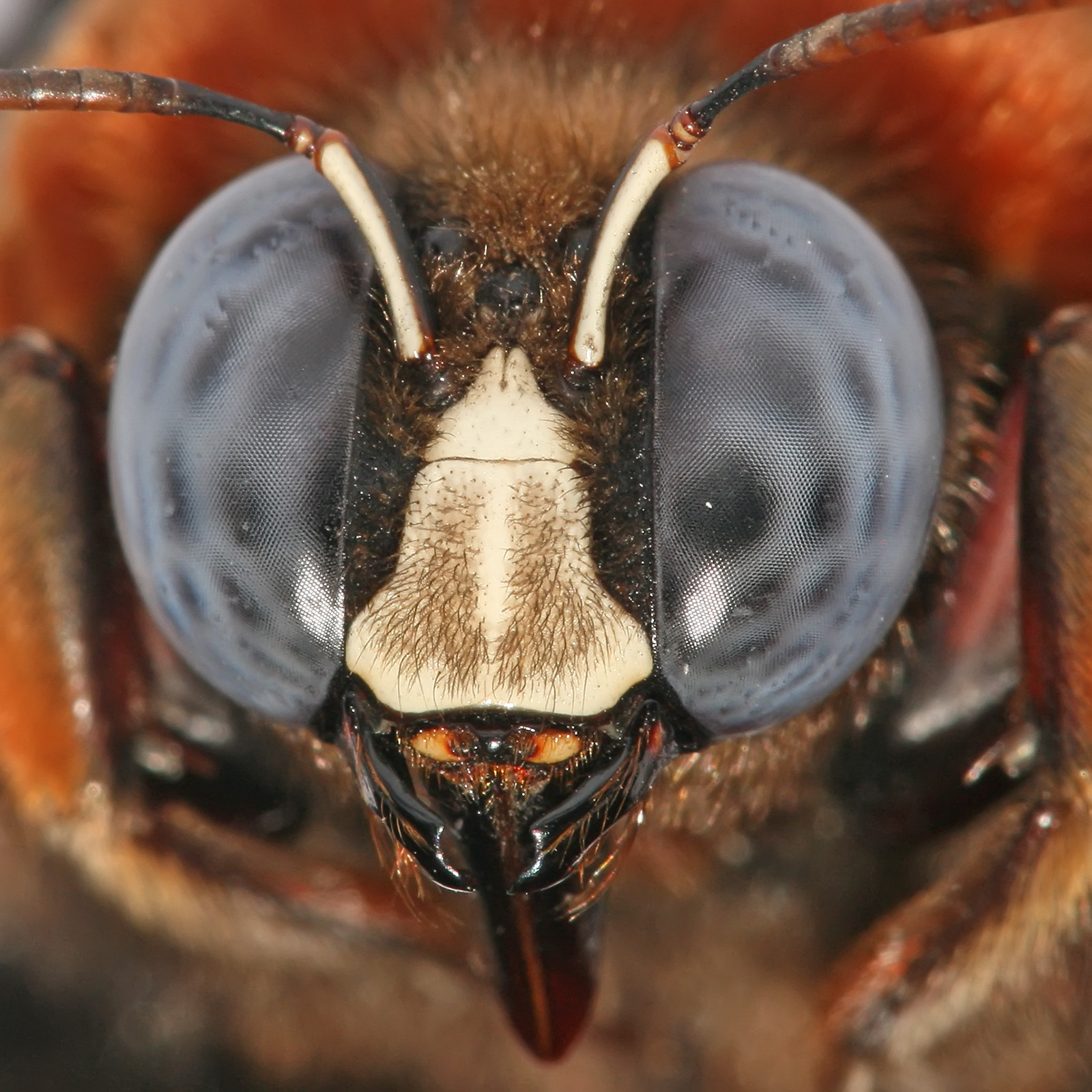
Vista frontal de la cabeza de un abejorro carpintero, mostrando las antenas, ojos compuestos y ocelos, además de las setas sensoriales de las piezas bucales.

Las abejas se distinguen de las avispas apoideas por las setas o pelos que cubren su cuerpo que, en el caso de las abejas, son plumosas y ramificadas. Las hembras de la mayoría de las abejas tienen órganos para transportar el polen, llamados escopas o corbículas, generalmente en las patas posteriores o en la región ventral del abdomen. También hay diferencias en la distribución de las venas de las alas posteriores. En las hembras, la séptima lámina abdominal dorsal está subdivida en dos.
En lo que se refiere al comportamiento, la característica dominante es que coleccionan polen y néctar para alimentar a sus larvas y tienen adaptaciones anatómicas y fisiológicas para realizar esta función. Algunas avispas, como las avispas del polen, las Brachygastra y las avispas de camoatí también realizan algunas de estas actividades. También hay especies de abejas que alimentan a sus crías con carroña.

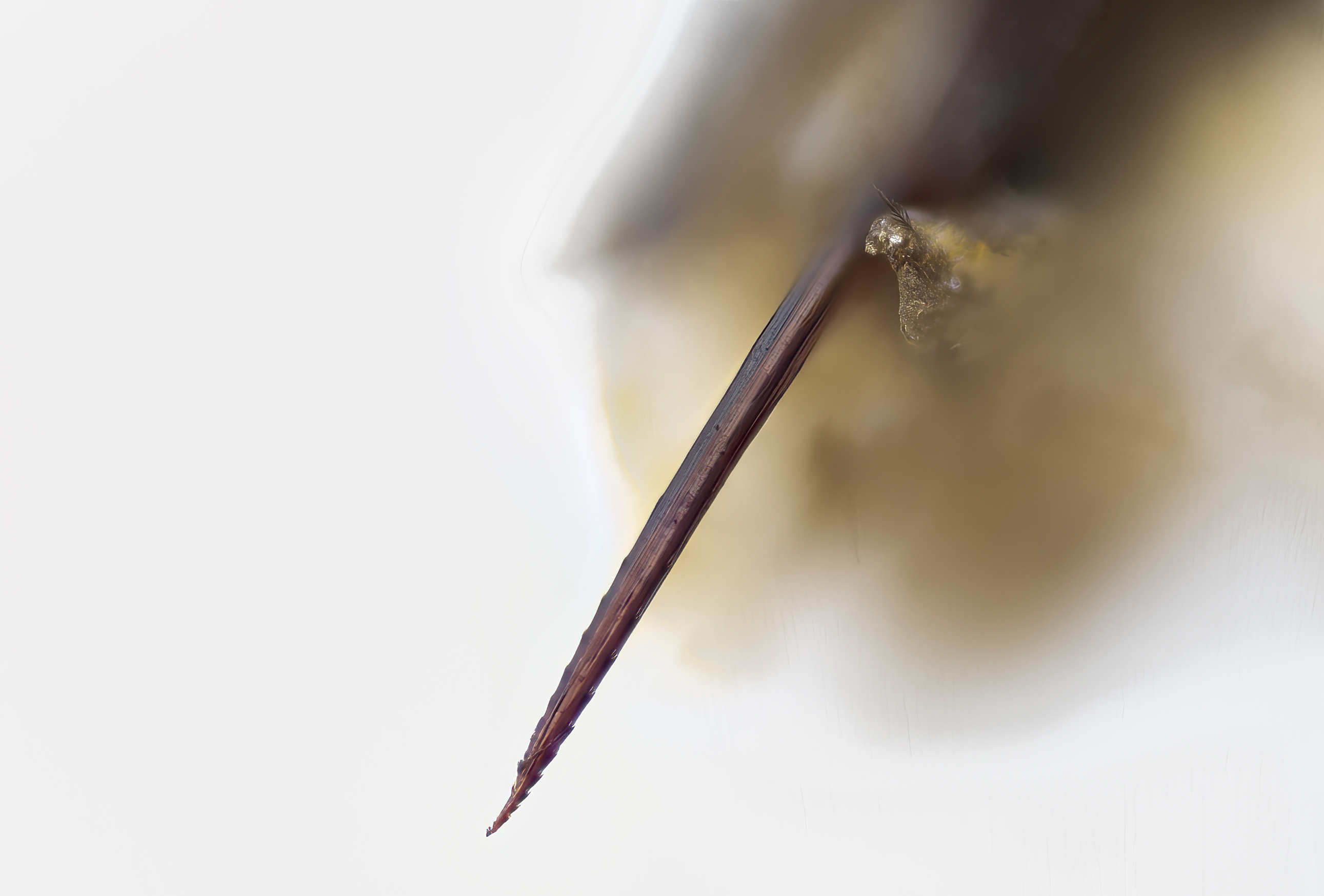
Aguijón de abeja.

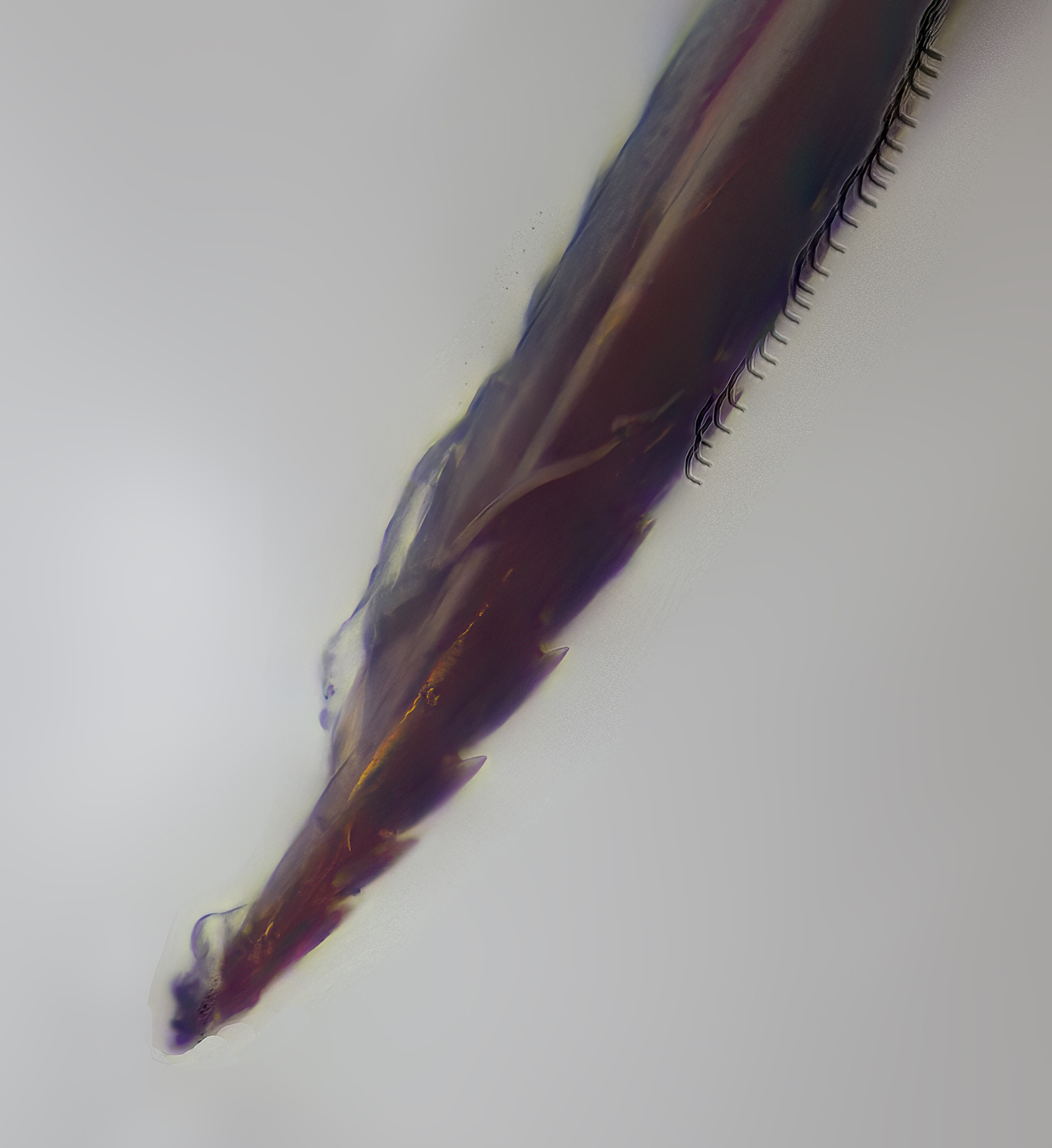
Aguijón de abeja, detalle de la punta.

La abeja de la resina de Indonesia Megachile pluto es la especie de mayor tamaño. Las hembras alcanzan 39 mm. La especie de menor tamaño debe ser una abeja sin aguijón de la tribu Meliponini cuyas obreras son de 2 mm de longitud.
Una abeja tiene un par de ojos compuestos, que ocupan gran parte de la cabeza. Entre ellos hay tres ocelos u ojos simples, cuya función es determinar la intensidad de la luz. Las antenas tienen generalmente trece segmentos en el macho y solamente doce en la hembra. Forman un codo, o sea que son geniculadas. Llevan un gran número de órganos de los sentidos: quimiorreceptores, órganos del olfato y el gusto. También pueden percibir los movimientos del aire, lo cual les permite escuchar algunos sonidos de baja frecuencia. Las piezas bucales son chupadoras, masticadoras. La larga lengua o proboscis (compuesta de varias partes) les permite libar el néctar y las mandíbulas sirven para triturar.
El tórax tiene tres segmentos, cada uno con un par de patas. Además el segundo y tercer segmento tienen un par de alas cada uno. Las patas delanteras de las abejas corbiculadas tienen peines para limpiar las antenas. Las patas posteriores de las hembras de muchas especies llevan cepillos o canastas para transportar el polen. Las alas se mueven en forma sincronizada durante el vuelo. Las alas anteriores y las posteriores se conectan por medio de una serie de ganchitos en el borde posterior del ala anterior y surcos en el ala posterior.
Al igual que en otros himenópteros apócritos el abdomen está muy modificado; el primer segmento está fusionado con el segmento final del tórax y se llama propodeo. En las hembras los últimos segmentos están modificados en un aguijón. En la abeja doméstica el abdomen tiene siete segmentos.

## Biología

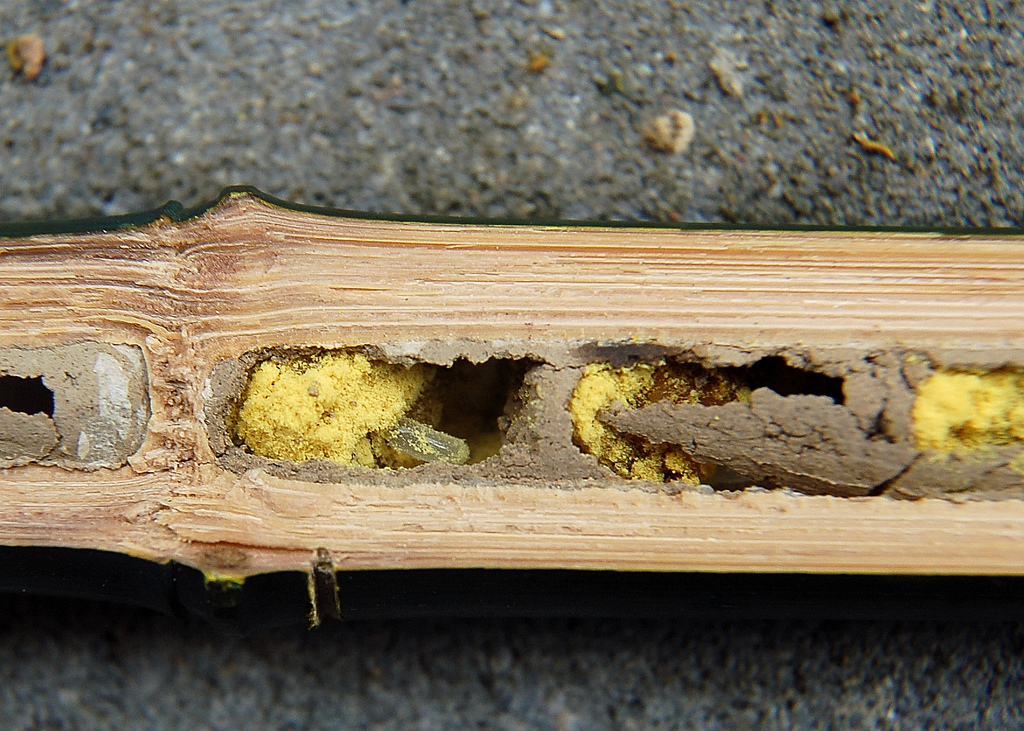
Nido de Osmia rufa

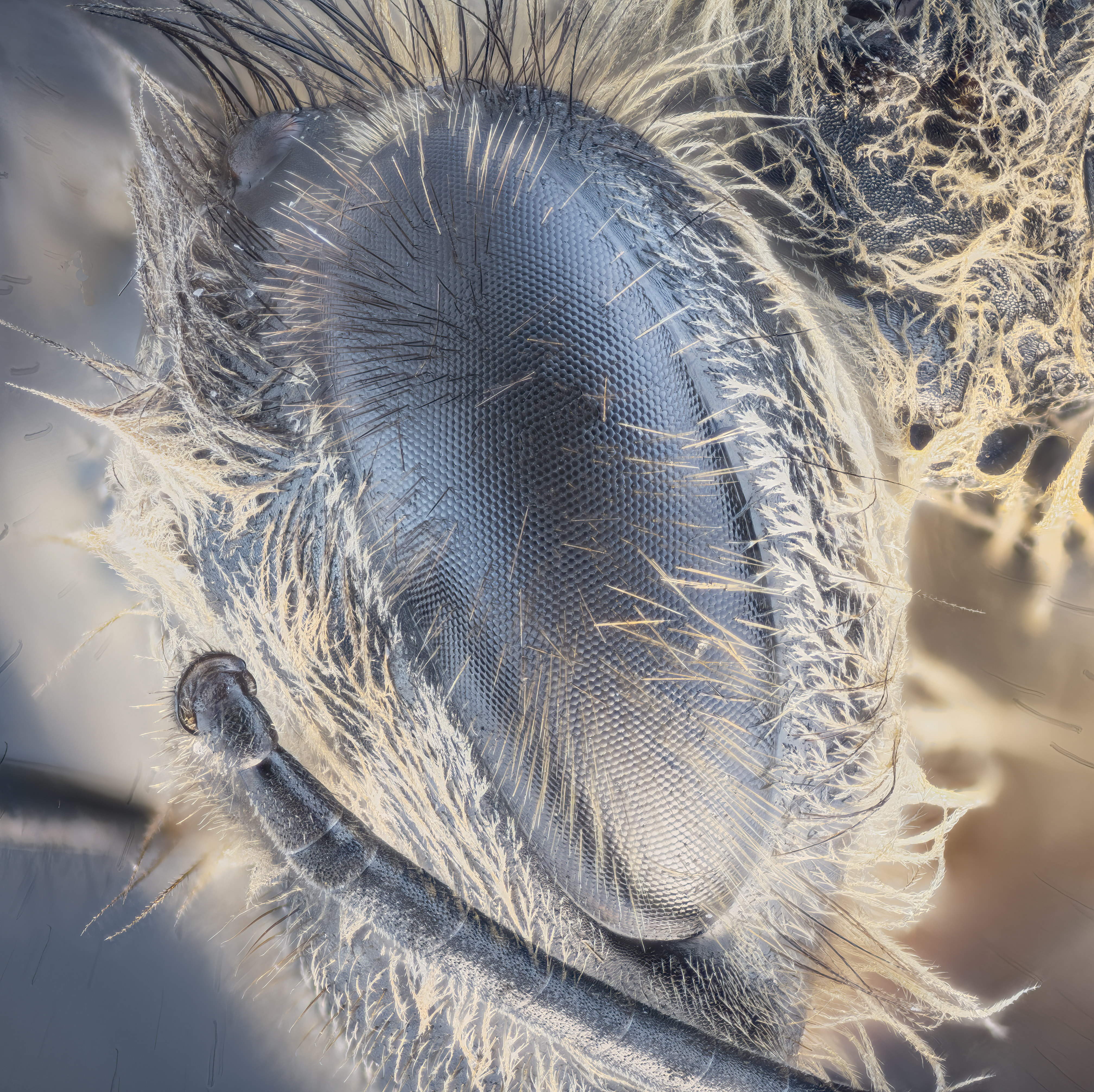
Ojo de abeja, se ven bien los omatidios.

### Ciclo vital

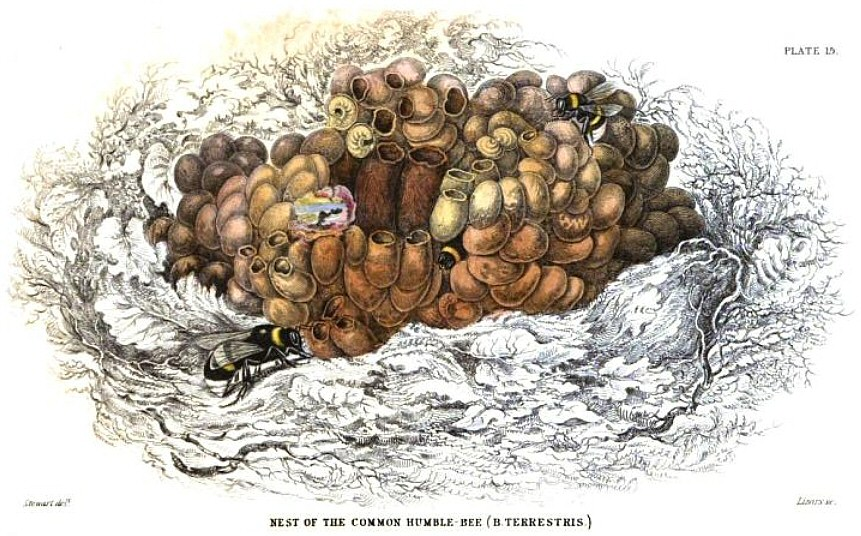
Nido de abejorro.

El ciclo vital de las abejas, ya sea de las especies solitarias o sociales consiste de varias etapas, comenzando por el huevo. La larva carece de patas y pasa por varias mudas. Cuando llega al tamaño final se convierte en pupa. Durante este período tiene lugar la metamorfosis. El adulto alado emerge de la pupa. La mayoría de las abejas solitarias y semi sociales de climas templados pasan el invierno en el estadio adulto o el de pupa y emergen en la primavera, cuando numerosas plantas están floreciendo. Generalmente, los machos emergen primero y proceden a buscar hembras con quien aparearse. En el caso de los abejorros y algunas otras especies solo las hembras apareadas pasan el invierno. Todos los machos de la generación anterior mueren a la llegada del invierno.
El sexo de las abejas es determinado por el sistema de haplodiploidía en que los huevos fertilizados son hembras y los no fertilizados son machos. Después del apareamiento la hembra almacena el esperma y puede controlar qué huevos son fecundados o no. Las abejas tropicales pueden tener varias generaciones al año y no pasar por diapausa, como lo hacen la mayoría de las especies de abejas de otros climas.

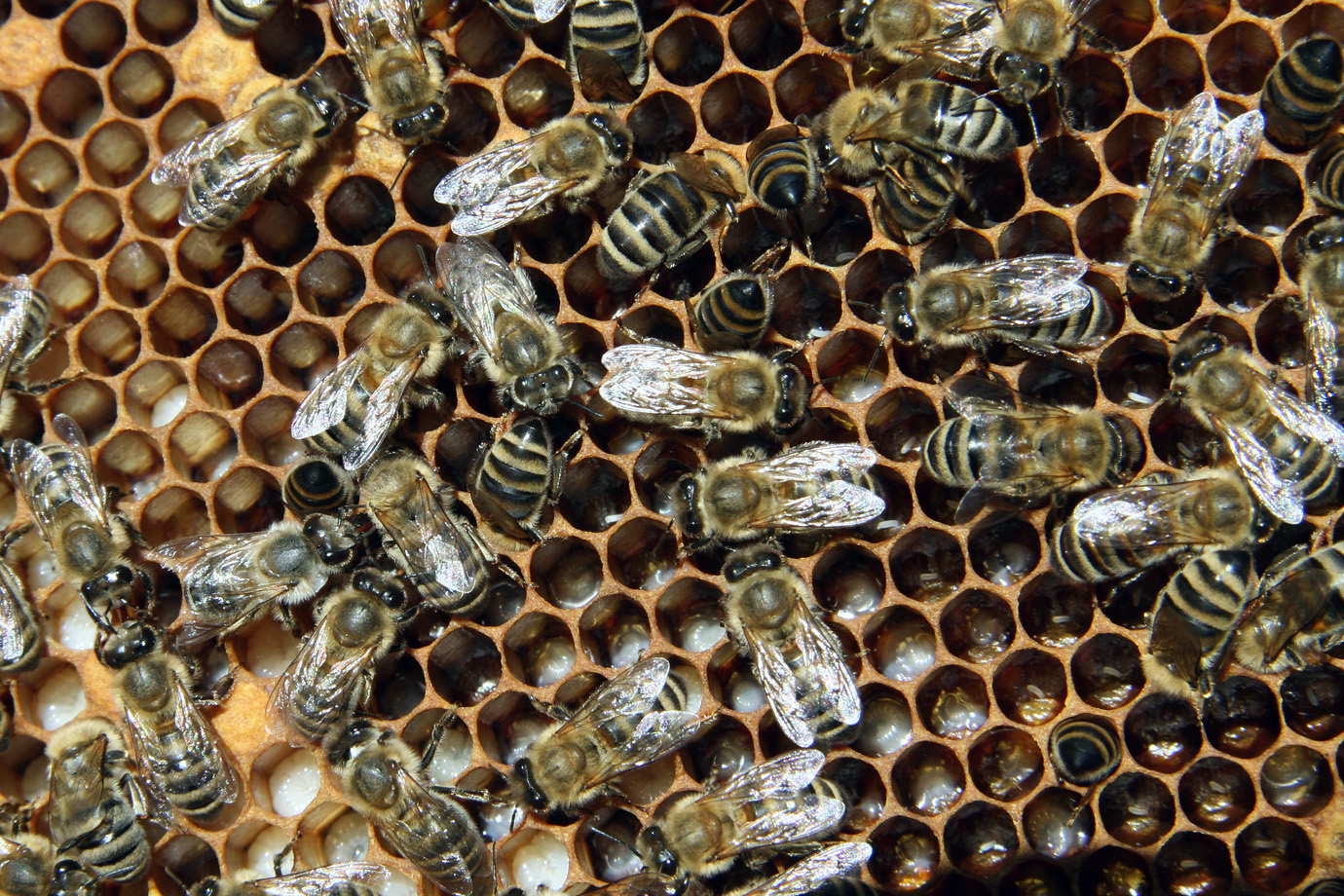
Panal de abejas domésticas con huevos y larvas en las celdillas

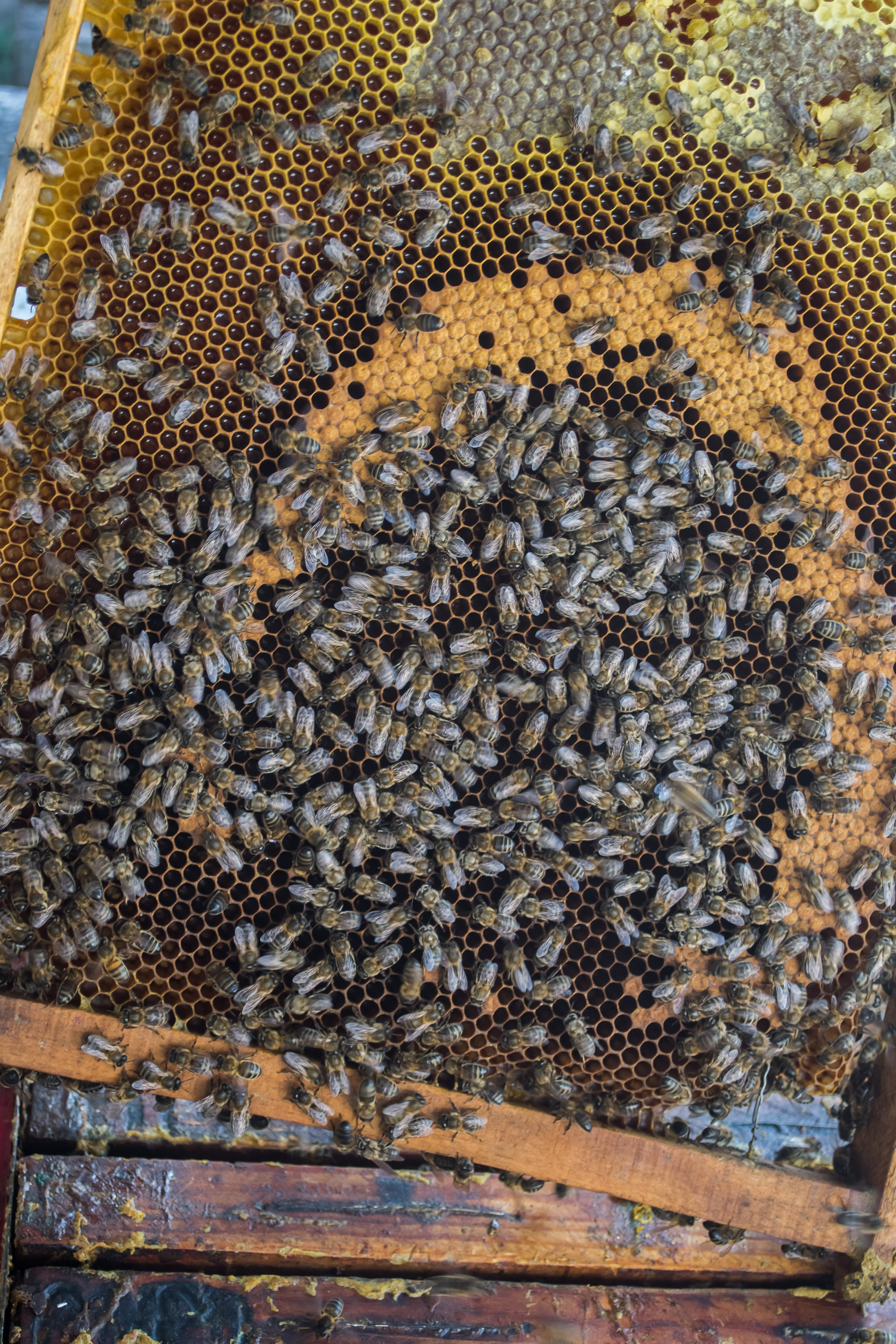
Abejas melíferas

El huevo es generalmente oblongo, ligeramente curvado y con un extremo más afilado que el otro. En el caso de abejas solitarias cada huevo es depositado en una celdilla que ha sido provisionada con una mezcla de polen y néctar. En las abejas sociales hay alimentación progresiva, es decir que la larva sigue recibiendo alimento durante su desarrollo. El nido puede ser un agujero en el suelo o en madera en las abejas solitarias o tener una estructura compleja con panales como los de los abejorros, abejas sin aguijón y abejas domésticas.
Las larvas generalmente tienen la apariencia de gusanillos blanquecinos ligeramente ovales, con quince segmentos y con espiráculos para la respiración en cada segmento. Carecen de patas pero pueden moverse dentro de la celdilla haciendo uso de tubérculos en sus costados. Tienen pequeños cuernos en la cabeza que representan las futuras antenas, mandíbulas para masticar la comida y un apéndice a cada lado de la boca terminado en una cerda. Detrás de la boca hay una glándula que secreta un líquido viscoso que se solidifica en forma de seda, la cual les sirve para construir un capullo. La pupa es visible a través del capullo semitransparente. En algunas especies el adulto emerge pocos días después, habiendo completado la  metamorfosis. A ese punto se abre la cutícula que lo cubre y el adulto alado emerge dejando atrás la exuvia. En otras especies el adulto recién emerge la primavera siguiente después de hibernar sin haber completado la metamorfosis (ejemplo, Megachilidae).

### Navegación, comunicación, y búsqueda de comida

Karl von Frisch (1953) descubrió que las obreras de la abeja doméstica pueden usar navegación e indican la localización de comida a sus compañeras por medio de la danza de la abeja

El etólogo Karl von Frisch estudió la navegación de la abeja doméstica. Demostró que las abejas se comunican por medio de la danza de la abeja, en que una obrera indica la ubicación de una fuente de alimentos. Demostró que las abejas pueden orientarse en tres formas diferentes: por medio del sol, por la polarización de los rayos de luz y por el campo magnético de la tierra. Demostró que prefieren la información suministrada por el sol. Recurren a los otros mecanismos cuando el cielo está nublado. La danza adquiere dos formas: una circular, si la fuente de alimentación se encuentra a menos de cincuenta metros, y otra en forma de ocho, que indica la dirección si el alimento se halla más lejos.
En 2020 un experimento reveló que los abejorros son capaces de reconocer por el tacto elementos que han visto previamente, una habilidad que no se creía que tuvieran los insectos. Esta capacidad, común en los seres humanos pero que en el reino animal solo se pensaba que tenían los primates, las ratas, los delfines y una especie de pez se denomina 'reconocimiento intramodal de objetos' o 'integración sensorial intramodal' y básicamente consiste en la capacidad de imaginar un objeto (la utilizamos, por ejemplo, cuando buscamos las llaves en el bolso o en un bolsillo introduciendo la mano y las distinguimos de otros objetos por su forma, sin necesidad de verlas).

## Socialidad

### Haplodiploidía y la determinación del sexo

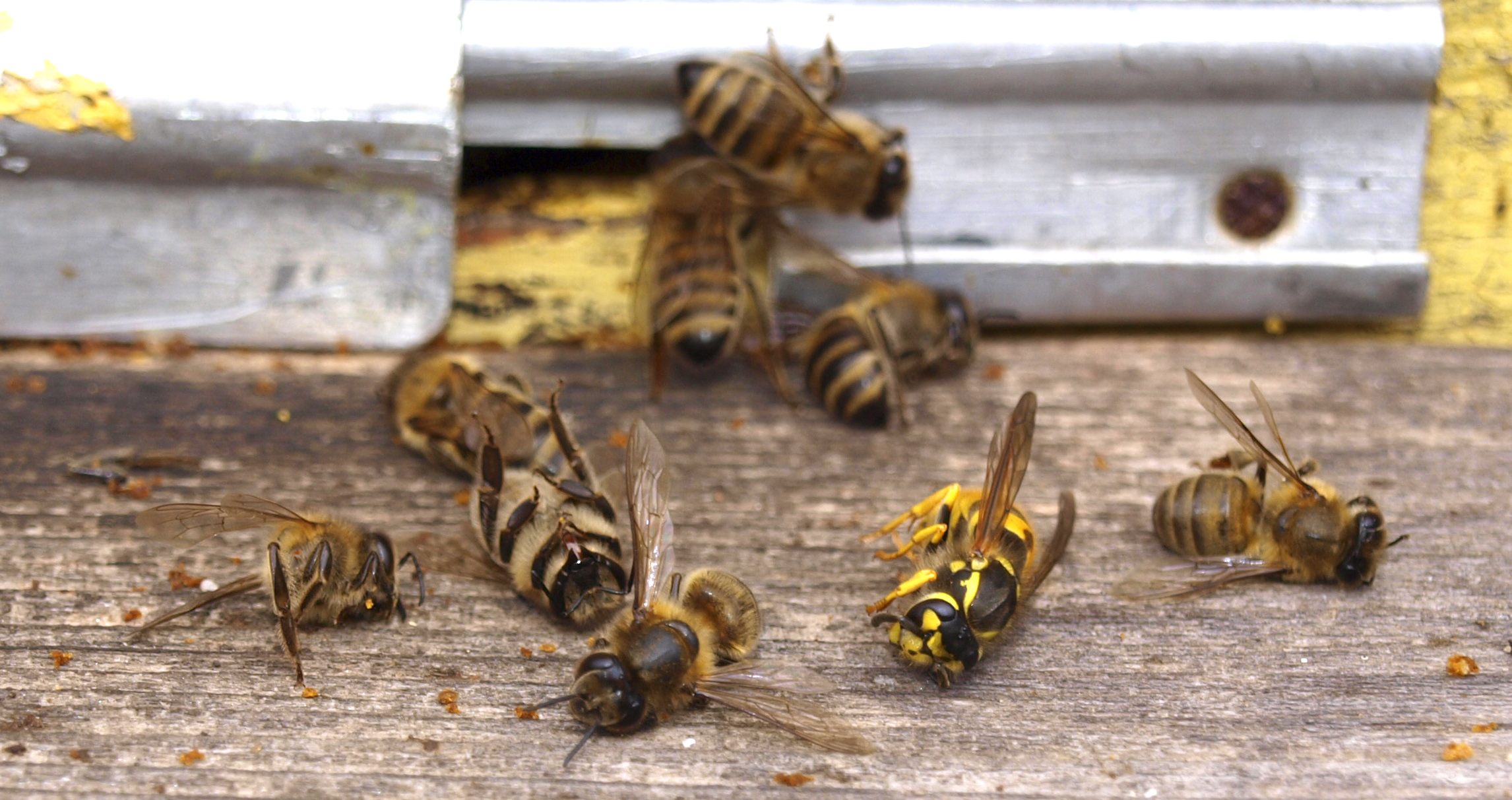
Abejas obreras de una colonia se sacrifican por sus hermanas defendiendo la colmena en contra de avispas atacantes. Este comportamiento altruístico es favorecido por el sistema de reproducción haplodiploide.

Las abejas, al igual que otros himenópteros tienen un sistema de determinación del sexo, llamado haplodipoidía, en que los machos son haploides y las hembras diploides. Esta situación hace que las hembras  hijas de una misma madre compartan una mayor proporción de genes que en otras situaciones. Esto predispone a la socialidad en que los miembros de un mismo nido se benefician genéticamente de la ayuda mutua más que si compartieran una proporción menor de genes.
En las especies haplodiploides, las hembras se desarrollan de huevos fertilizados o diploides y los machos de huevos haploides (con una sola copia de cada gen). Las hijas comparten el 100% de los genes del padre y 50% de la madre. Así es que las hermanas comparten el 75% de sus genes. Es esta relación genética más cercana que en otros casos que predispone a la eusocialidad. Las obreras no se reproducen pero pasan sus genes a la siguiente generación cuando ayudan a criar a sus hermanas. La eusocialidad ha surgido independientemente por lo menos nueve veces en Hymenoptera.
Hay excepciones, las termitas son eusociales pero no haplodiploides y muchas especies de abejas carecen de socialidad aunque tengan el sistema haplodiploide. Además en el caso en que una reina se aparea con varios machos, las hijas de diferentes padres comparten solamente el 25% de sus genes. En conclusión la haplodiploidía no es ni necesaria ni suficiente para conducir a la eusocialidad.

### Eusocialidad

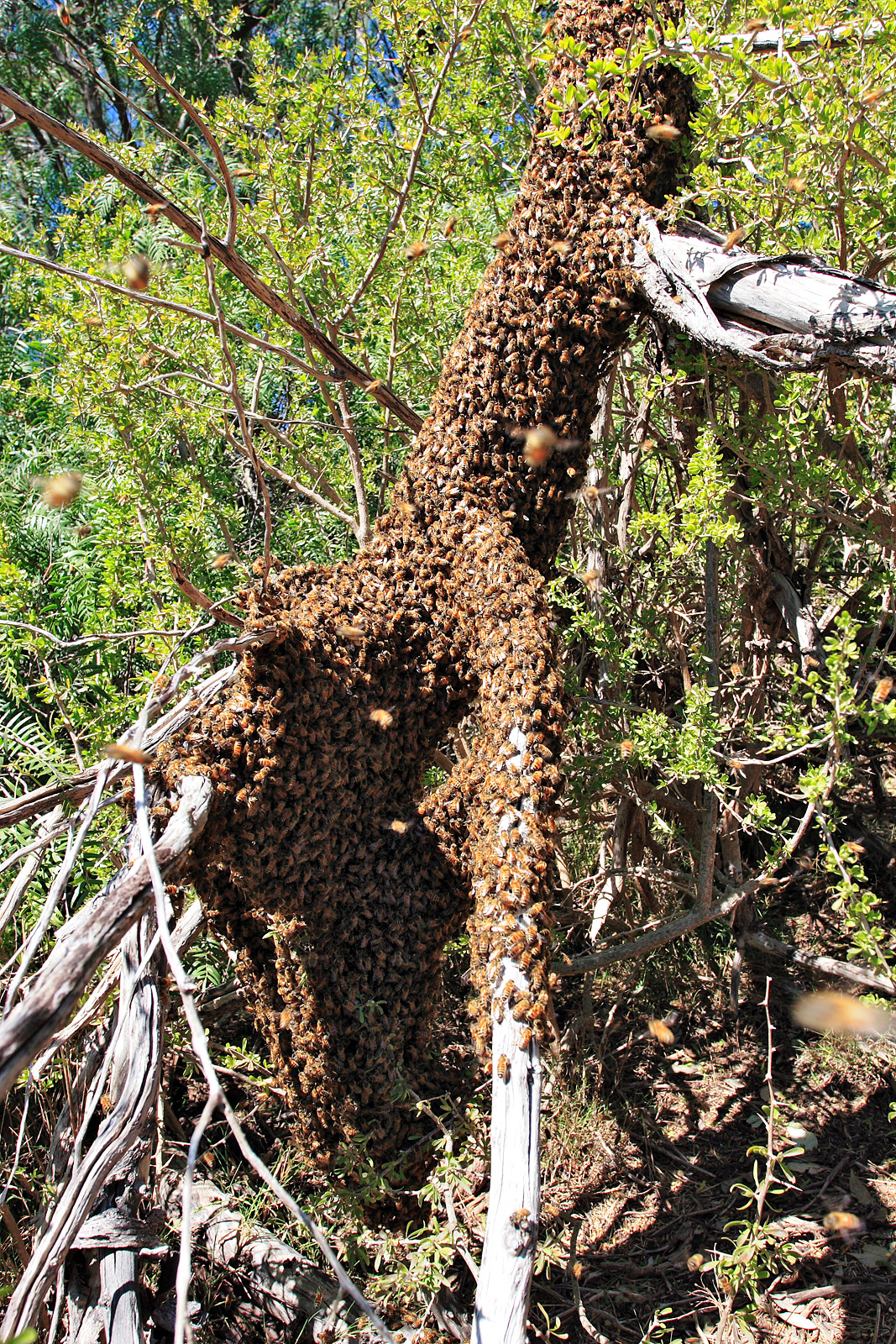
Un enjambre de abejas melíferas en un árbol caído

Las abejas pueden ser solitarias o vivir en varios tipos de comunidades. Diversos tipos y grados de socialidad parecen haber evolucionado repetida e independientemente en distintos grupos de abejas. El tipo más avanzado de colonias es el caso de eusocialidad que se caracteriza por tener cuidado cooperativo de la cría y división del trabajo entre individuos reproductores y no reproductores, más superposición de generaciones.
Aproximadamente: 75% de las especies son solitarias, 15% parasíticas (incluyendo cleptoparásitas, ladronas y parásitas sociales) y 10% son sociales (incluyendo eusociales).
La división del trabajo crea grupos especializados dentro de la sociedad eusocial llamados castas. En algunas especies, los grupos de hembras que cohabitan son hermanas y si hay división del trabajo dentro del grupo, son consideradas semisociales. El grupo es llamado eusocial, si además de esto, consiste de una madre y sus hijas, las obreras. Cuando la única diferencia entre las castas es de comportamiento como en algunas avispas polistinas, la sociedad es considerada eusocial primitiva. Si además hay diferencias morfológicas entre las castas el sistema es considerado altamente eusocial.
Las verdaderas abejas melíferas (género Apis, con siete especies reconocidas actualmente, son de alta eusocialidad. Son algunos de los insectos más conocidos. Sus colonias se establecen por medio de enjambres que consisten de una reina y centenares de obreras. Hay veintinueve subespecies de Apis mellifera nativas de Europa, el Medio Oriente y África.
Los meliponinos o abejas sin aguijón son eusociales. Almacenan alimentos, construyen nidos complejos y tienen colonies permanentes establecidas por medio de enjambres.

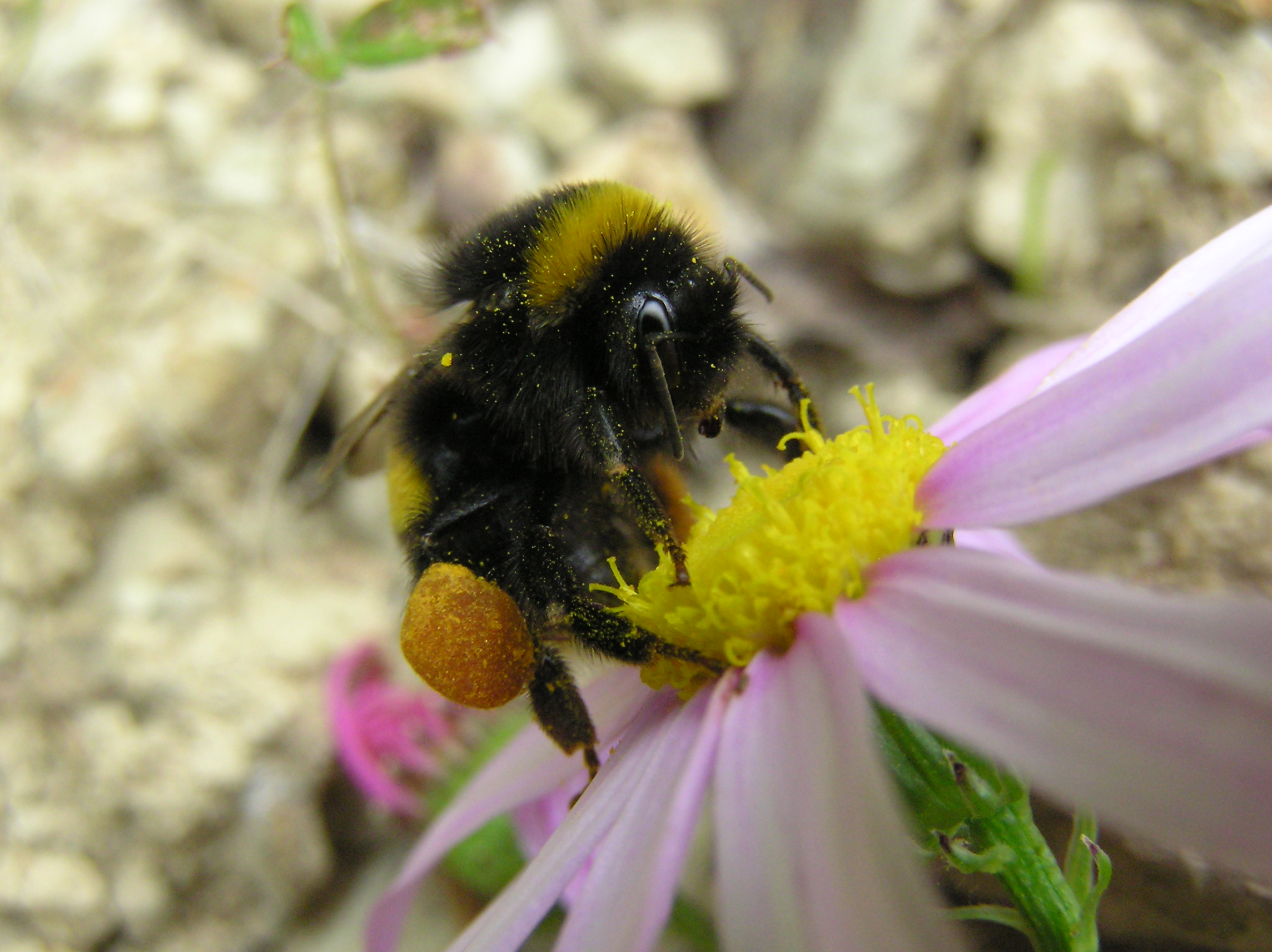
Un abejorro con polen en su corbícula

Los abejorros son eusociales, en forma semejante a las avispas Vespidae (Vespa). No forman enjambres sino que la reina fertilizada inicia una colonia en la primavera. Los nidos pueden llegar a tener entre cincuenta y doscientas (o más) abejas al final del verano. La estructura de los nidos es relativamente simple. Suelen usar una cavidad preexistente y generalmente las colonias no duran más de un año. En 2011, La Unión Internacional para la Conservación de la Naturaleza (UICN o IUCN en inglés) creó un grupo especialista del abejorro usando el criterio de la Lista Roja de la UICN.
Las especies primitivamente eusociales son más comunes que las eusociales pero son menos estudiadas. La mayoría pertenecen a la familia Halictidae. Las colonias son pequeñas, a lo sumo con una docena de trabajadoras. La reina y las obreras pueden o no diferir en tamaño. La mayoría tienen una sola colonia por año, aun en los trópicos. Solamente las hembras apareadas pasan el invierno. Unas pocas especies llegan a tener colonias de varios centenares, como Halictus hesperus. Algunas especies son eusociales en parte de su área de distribución pero no en otras, o tienen una mezcla de nidos sociales y solitarios en la misma población.
Las abejas de las orquídeas (tribu Euglossini de la familia Apidae) incluyen especies primitivamente eusociales. Algunas abejas Allodapini (de la subfamilia Xylocopinae) también forman colonias primitivamente eusociales. Alimentan a las larvas en forma progresiva como las abejas melíferas y los abejorros.

### Abejas solitarias y sociales

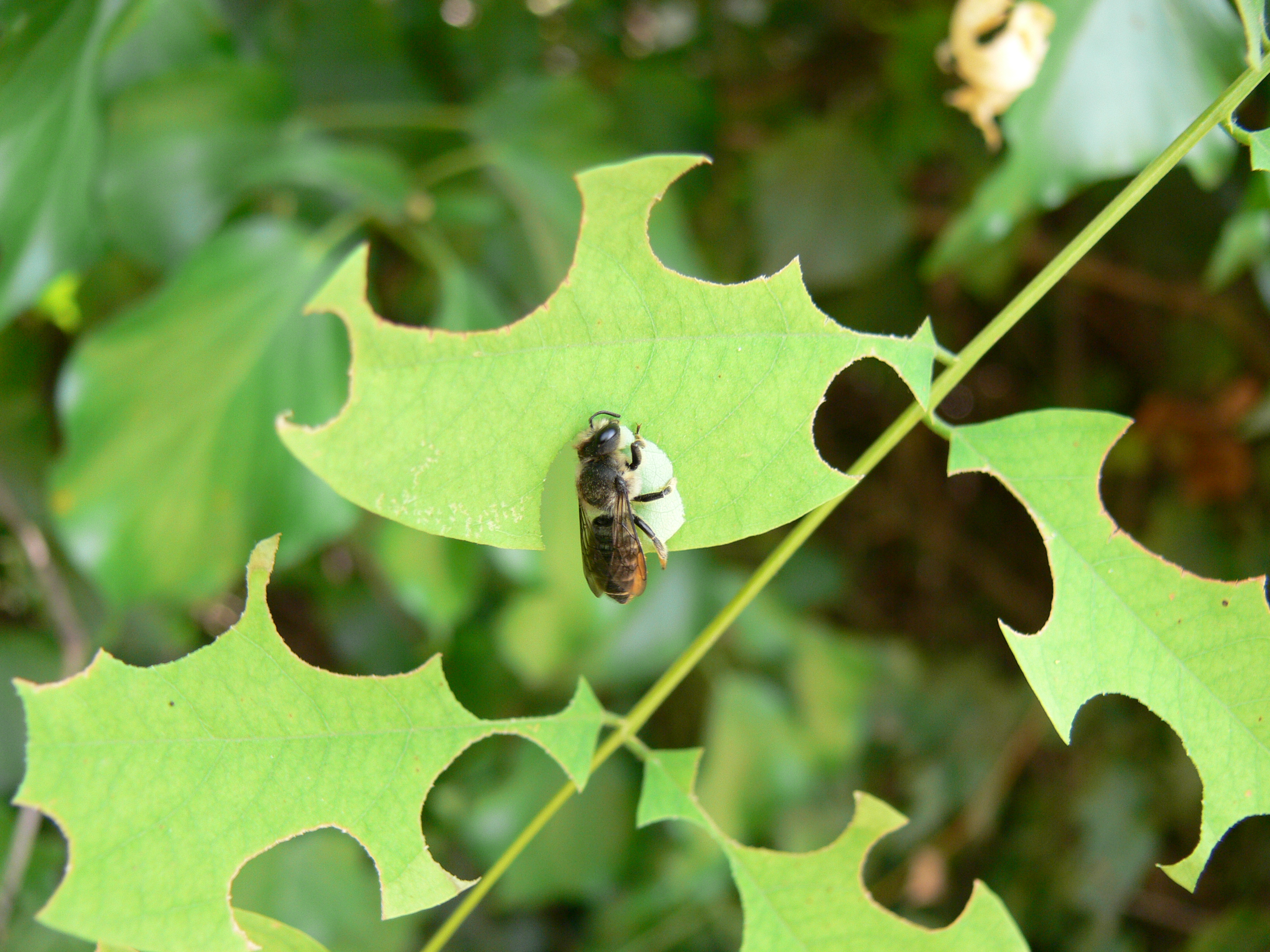
Una abeja megaquílida cortadora de hojas, Megachile rotundata cortando círculos de hojas de acacia

Muchas especies de abejas, incluyendo algunas familiares como los abejorros carpinteros, las abejas cortadoras de hojas y las abejas albañiles, son solitarias en el sentido que cada hembra es fértil y generalmente habita un nido construido por ella. No hay división del trabajo, o sea que no hay reinas y obreras. Las abejas solitarias no producen miel ni cera.

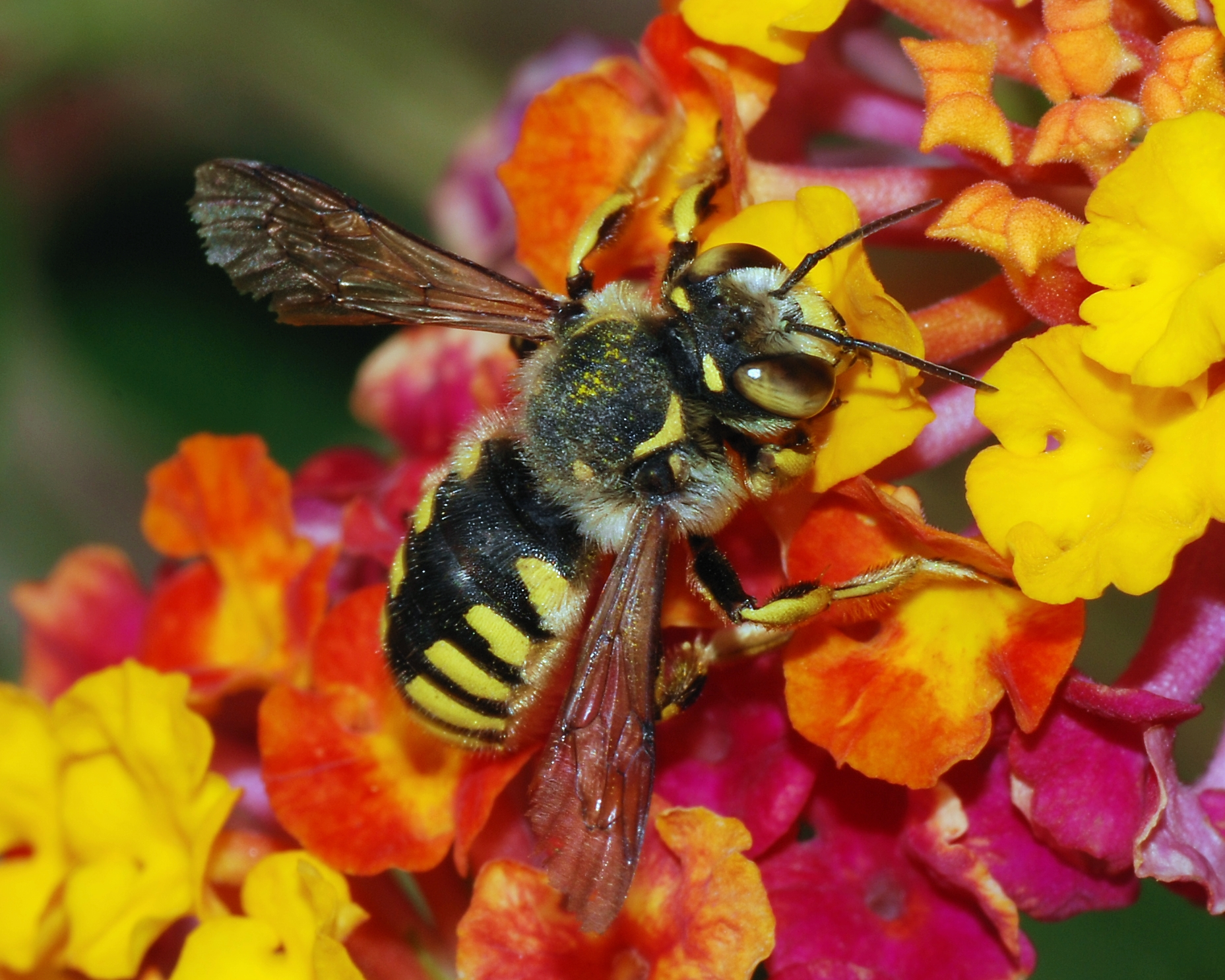
Abeja solitaria, Anthidium florentinum (familia Megachilidae), visitando Lantana

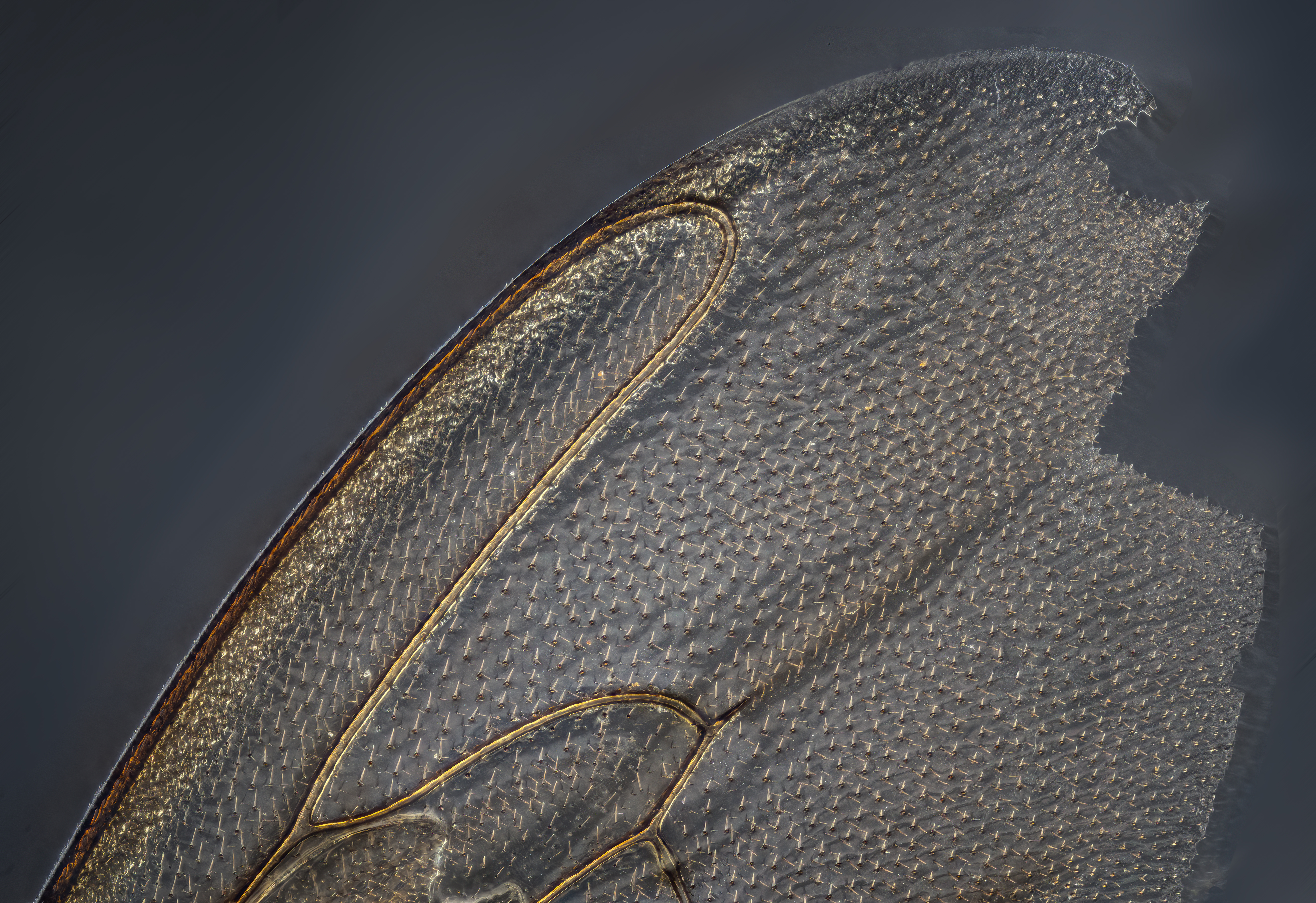
Ala de abeja (Apis mellifera)

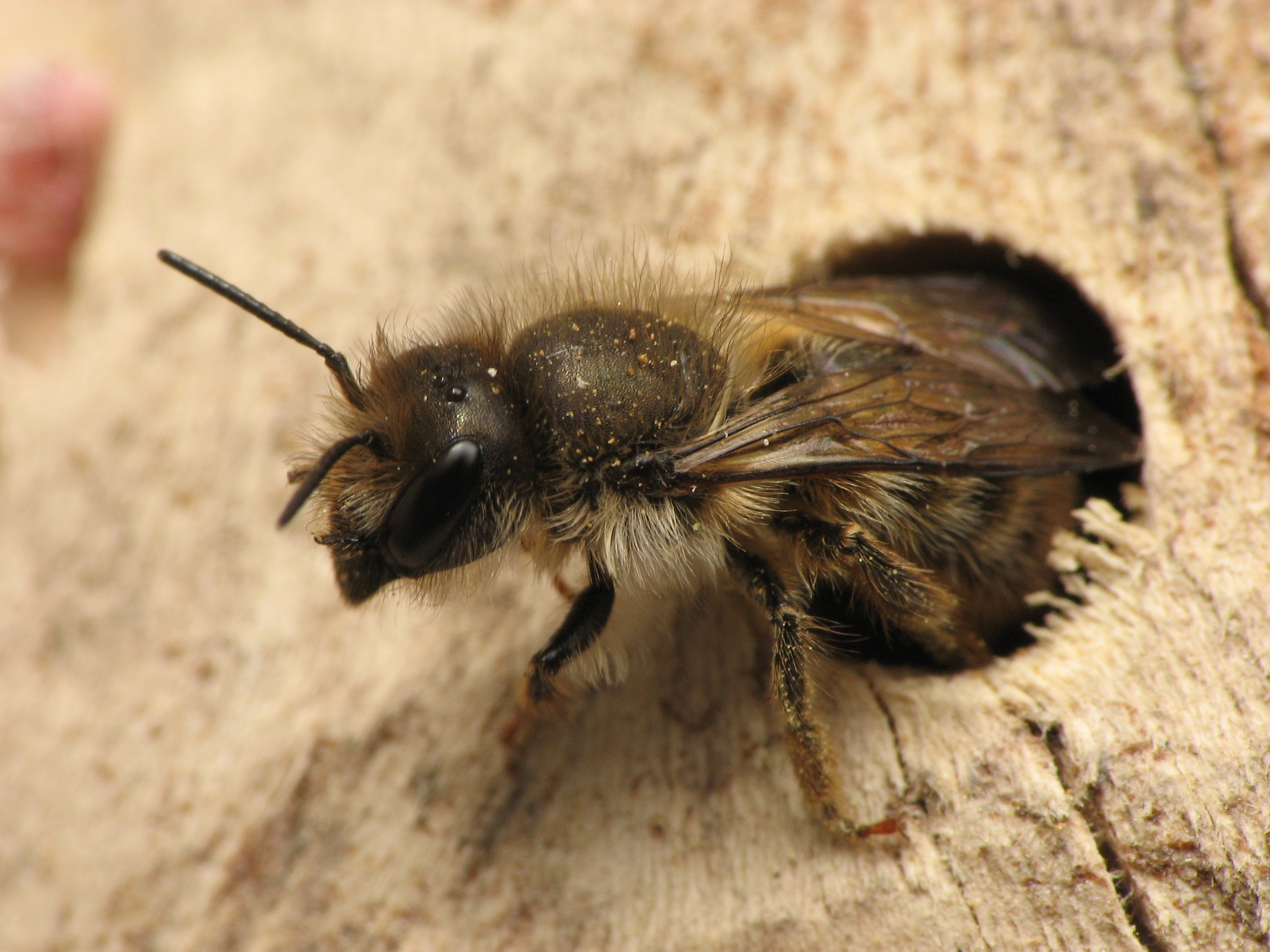
Abeja japonesa (Osmia cornifrons) en un nido artificial.

Colectan polen para provisionar sus nidos. A menudo lo mezclan con néctar y forman una masa de consistencia pastosa. La mayoría de las abejas solitarias tienen equipo para transportar polen en sus cuerpos (escopa). Las de la familia Colletidae, transportan polen en su aparato digestivo. Unas pocas especies solitarias se usan para la polinización comercial, por ejemplo las abejas de la alfalfa y varias especies de abejas albañiles (Osmia spp.).
La mayoría de las abejas solitarias hacen sus nidos en el suelo. Hacen uso de una variedad de texturas y condiciones. Otras abejas aprovechan los cavidades de tallos huecos, tales como juncos. Por lo general la hembra crea compartimientos separados, llamados celdillas. Deposita un huevo en cada celdilla después de aprovisionarla con una mezcla de polen y néctar y su propia saliva. Cuando completa el nido lo cierra con algo de barro. Generalmente las primeras celdillas contienen hembras y las últimas, que se encuentran más cerca de la entrada al nido, contienen machos. Así, en la siguiente primavera, los machos emergen primero y están listos para buscar hembras y aparearse, cuando les toca el turno a ellas. Los adultos no proporcionan cuidado maternal a la cría fuera de suministrarles una provisión de alimentos. Raramente pican y si lo hacen es solo en defensa propia y su veneno es muy suave.

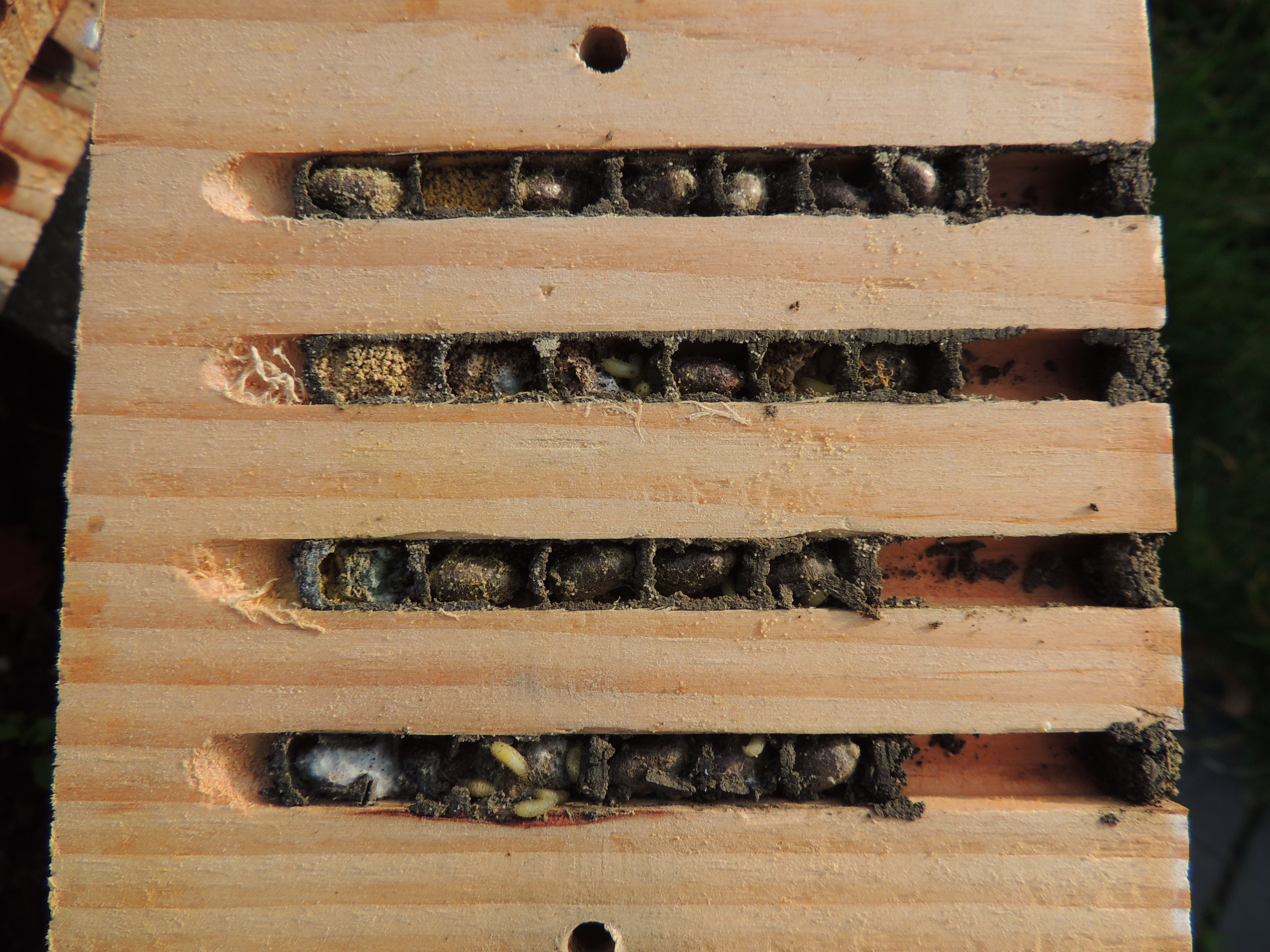
Nido artificial de abeja albañil Osmia bicornis

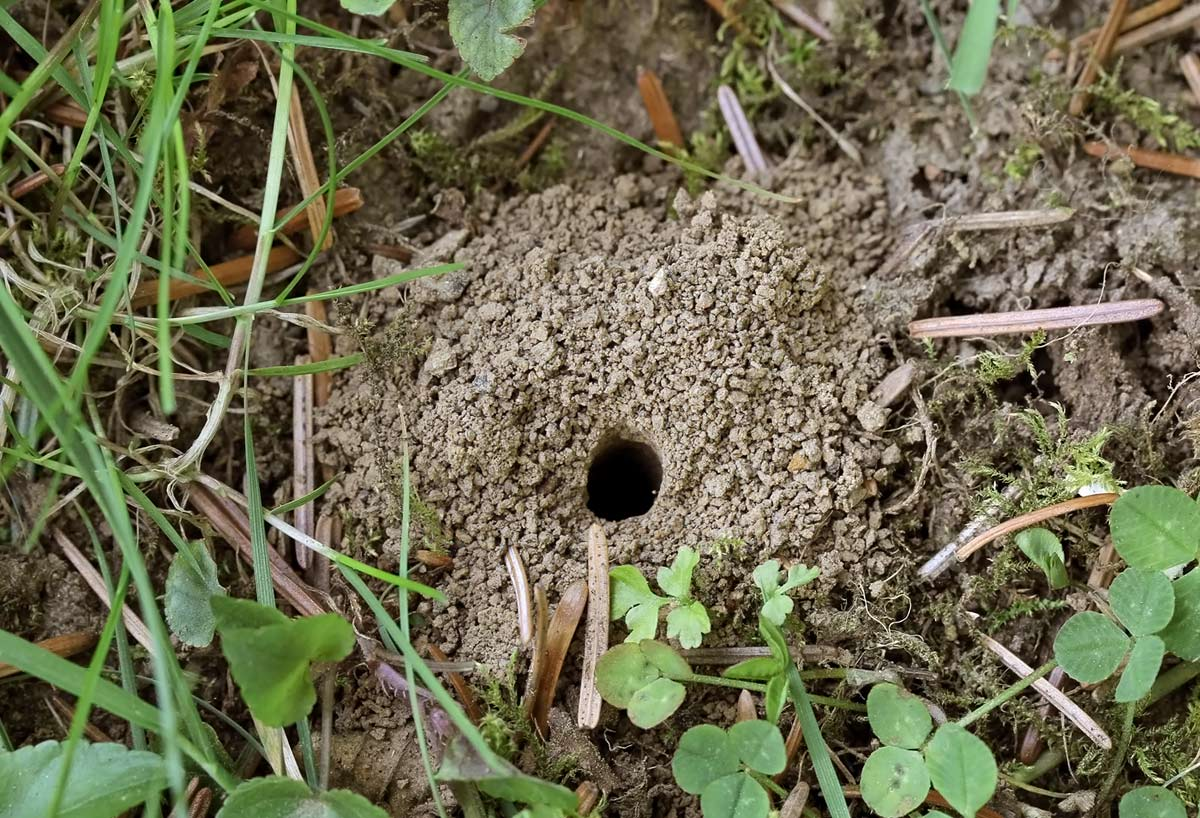
Nido de Andrena fulva

Si bien las abejas solitarias construyen nidos individuales, algunas especies como la abeja albañil europea Hoplitis anthocopoides, y Amegilla dawsoni, son gregarias construyendo sus nidos cerca de otros de la misma especie. En algunas especies, varias abejas comparten la misma entrada, pero cada una cuida su propia sección del nido y sus propias crías. Este tipo de agrupaciones se llama comunal y ocurre con cierta frecuencia. Su principal ventaja es que debe ser más fácil proteger una sola entrada contra depredadores y parásitos.
Todas las abejas parásitas son solitarias. Algunas parasitan a otras abejas solitarias y las que parasitan abejas sociales (como los abejorros del subgénero Psithyrus) no necesitan obreras sino que usurpan los nidos de otras especies .

## Polinización

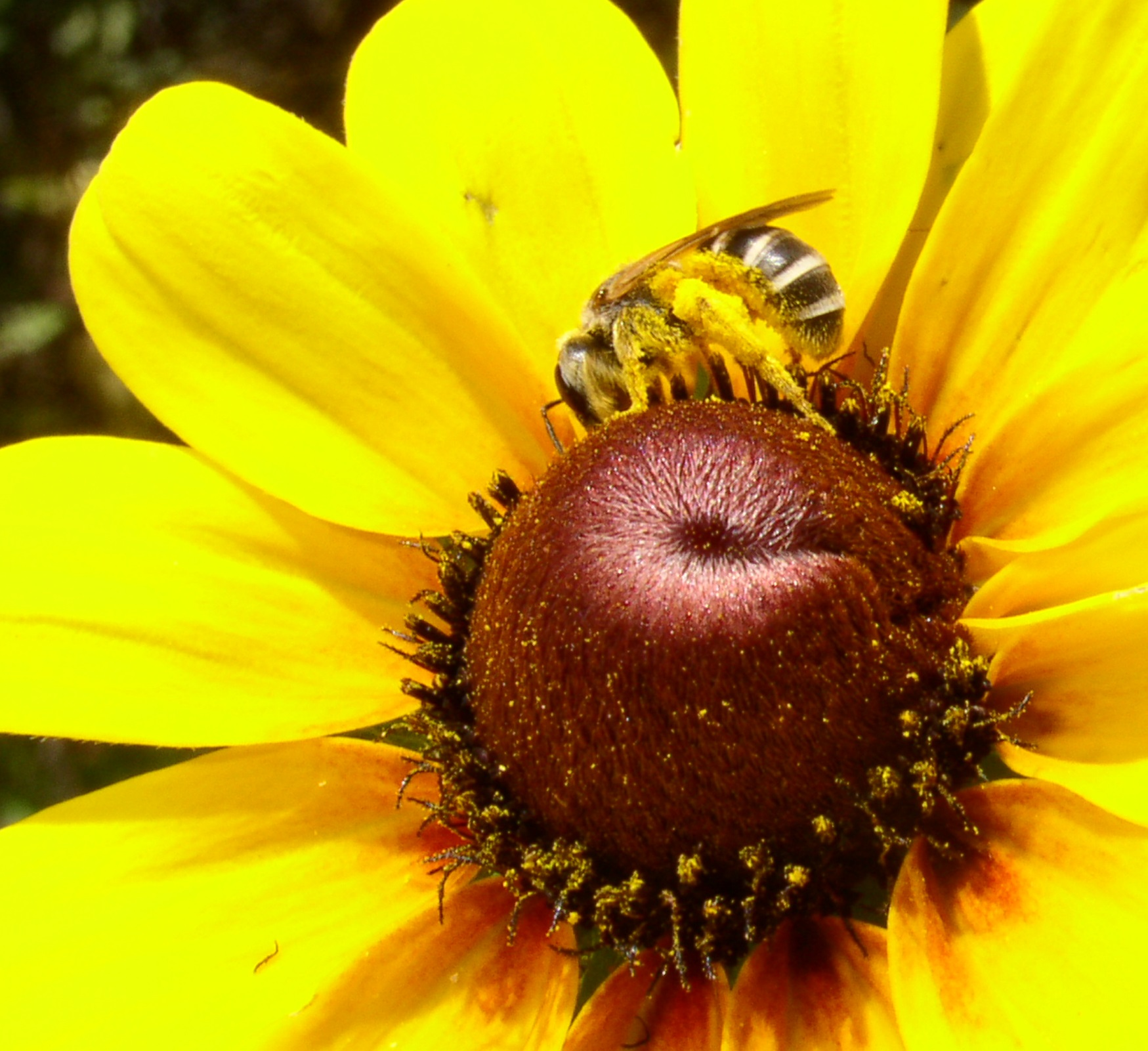
Escopa en la pata trasera de abeja Halicitidae

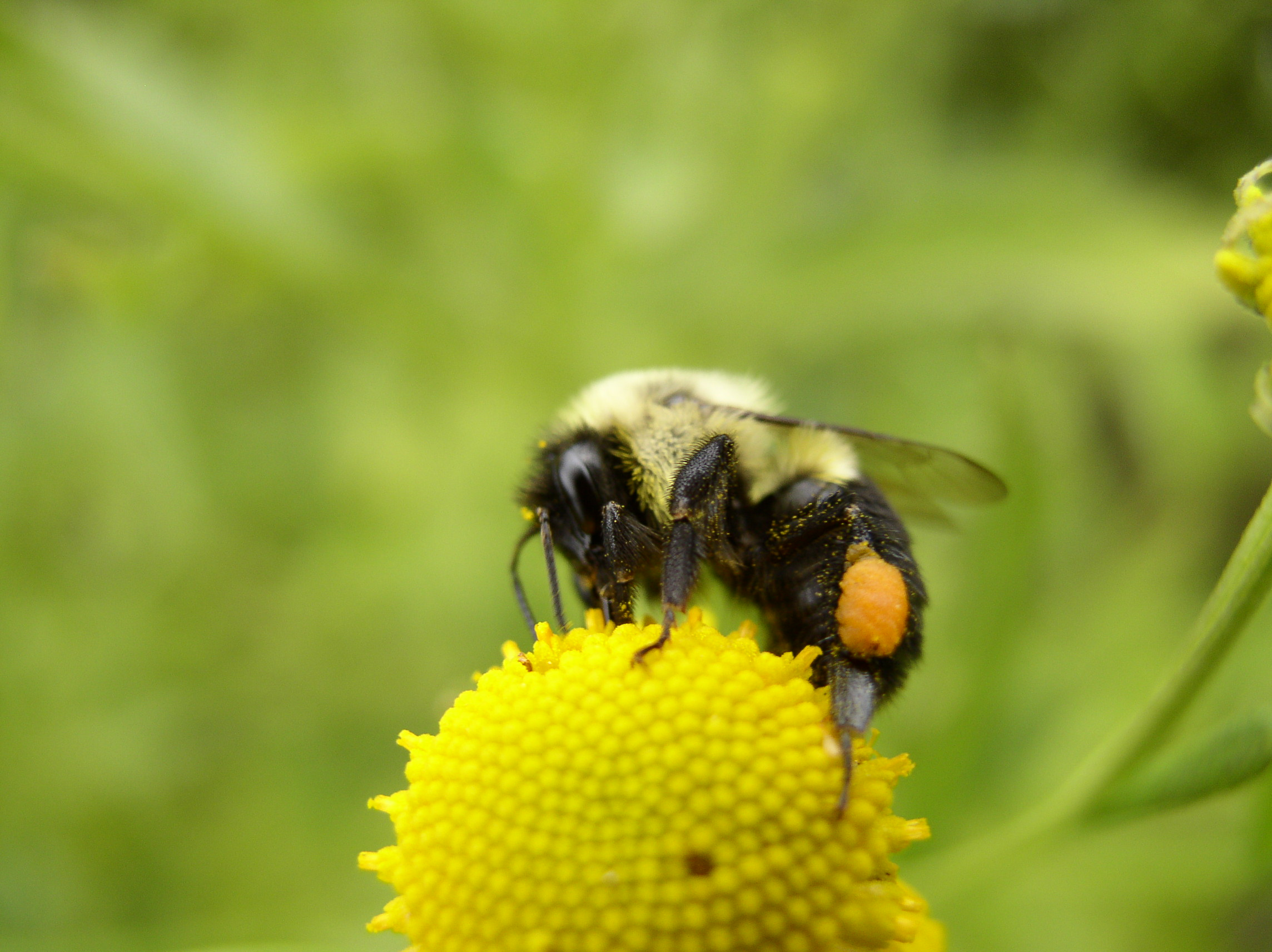
Corbícula en la pata trasera de un abejorro.

Las abejas son los polinizadores más importantes de las plantas con flores o magnoliófitas. Se calcula que la tercera parte de los alimentos humanos son polinizados por insectos, fundamentalmente abejas.
La mayoría de las abejas son de cuerpo velludo con pelos plumosos; llevan una carga electrostática. Todo esto ayuda a que el polen se adhiera a su cuerpo. Con sus patas transfieren el polen a las canastas de polen que pueden ser de dos tipos: escopas o corbículas. Algunas especies de abejas son muy especializadas y colectan polen de unas pocas especies de plantas, otras son generalistas y visitan muchos tipos de flores diferentes. Pero en general visitan flores de una sola especie por un período de tiempo antes de ir a otra especie, lo cual es beneficioso para las plantas que requieren polen de la misma especie para su fecundación. La abeja posee dos antenas (órganos del olfato), que le sirven para localizar las flores, y dos pares de alas, muy delgadas, que permiten a algunas especies, largos vuelos de hasta 12 km.

## Evolución

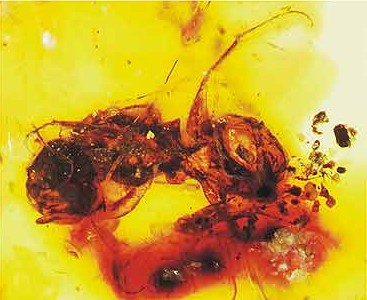
Melittosphex burmensis

La abeja fósil más antigua conocida (encontrada en ámbar de Birmania y descrita en 2006) pertenece al Cretácico temprano y presenta caracteres muy primitivos que la relacionan con las avispas. Se la denominó Melittosphex burmensis y se calcula que su edad es de alrededor de 100 millones de años. Tiene caracteres especializados, apomorfias, típicos de Anthophila, o sea de abejas, pero además conserva dos caracteres ancestrales o plesiomorfias de las patas (dos espolones tibiales y un basitarso delgado), que son caracteres de transición entre las abejas y otros grupos de himenópteros.
Otra abeja fósil descubierta en ámbar es Cretotrigona prisca, de Nueva Jersey, Estados Unidos; su edad se calcula entre 65 y 75 millones de años, a fines del Cretácico, o sea, alrededor de 30 millones de años más reciente que Melittosphex burmensis. Es un miembro de la subfamilia Meliponinae en la familia Apidae y es considerada una especie más avanzada evolutivamente.
Los primeros polinizadores no fueron abejas sino escarabajos y/o moscas, es decir, que el síndrome floral de polinización por insectos ya estaba bien establecido cuando aparecieron las abejas. Lo importante de estas es que desarrollaron especializaciones o adaptaciones a esta función lo que las llevaron a ser los polinizadores más eficientes de las flores. Es posible que la aparición de estas adaptaciones haya motivado o contribuido a la radiación adaptativa de las plantas con flores (Magnoliophyta), contribuyendo a su vez al aumento de la biodiversidad de las abejas.
De los grupos vivientes se considera que Melittidae es el más primitivo y que es el taxón hermano de todas las otras abejas. Anteriormente se creía que Colletidae era el grupo basal por tener una lengua corta, considerada primitiva por ser similar a la de las avispas, pero hoy en día se piensa que se trata de evolución convergente y no una condición plesiomórfica.

### Filogenia

#### Externa
Este cladograma se basa en el de Debevic et al. 2012, que usó filogenia molecular para demostrar que las abejas se originaron dentro del grupo Crabronidae, que por consiguiente es parafilético. Heterogynaidae también lo es.
|  | Sphecidae (sensu stricto)            |
|  |                                      |
|  | Crabroninae (parte de "Crabronidae") |
|  |                                      |

|  | Nyssonini, Astatinae     |
|  |                          |
|  | "Heterogynaidae" (parte) |
|  |                          |

|  | Pemphredoninae, Philanthinae |
|  |                              |
|  | Anthophila (abejas)          |
|  |                              |

|  | Nyssonini, Astatinae     |
|  |                          |
|  | "Heterogynaidae" (parte) |
|  |                          |

|  | Pemphredoninae, Philanthinae |
|  |                              |
|  | Anthophila (abejas)          |
|  |                              |

|  | Nyssonini, Astatinae     |
|  |                          |
|  | "Heterogynaidae" (parte) |
|  |                          |

|  | Pemphredoninae, Philanthinae |
|  |                              |
|  | Anthophila (abejas)          |
|  |                              |

|  | Nyssonini, Astatinae     |
|  |                          |
|  | "Heterogynaidae" (parte) |
|  |                          |

|  | Pemphredoninae, Philanthinae |
|  |                              |
|  | Anthophila (abejas)          |
|  |                              |

|  | Sphecidae (sensu stricto)            |
|  |                                      |
|  | Crabroninae (parte de "Crabronidae") |
|  |                                      |

|  | Nyssonini, Astatinae     |
|  |                          |
|  | "Heterogynaidae" (parte) |
|  |                          |

|  | Pemphredoninae, Philanthinae |
|  |                              |
|  | Anthophila (abejas)          |
|  |                              |

|  | Nyssonini, Astatinae     |
|  |                          |
|  | "Heterogynaidae" (parte) |
|  |                          |

|  | Pemphredoninae, Philanthinae |
|  |                              |
|  | Anthophila (abejas)          |
|  |                              |

|  | Nyssonini, Astatinae     |
|  |                          |
|  | "Heterogynaidae" (parte) |
|  |                          |

|  | Pemphredoninae, Philanthinae |
|  |                              |
|  | Anthophila (abejas)          |
|  |                              |

|  | Nyssonini, Astatinae     |
|  |                          |
|  | "Heterogynaidae" (parte) |
|  |                          |

|  | Pemphredoninae, Philanthinae |
|  |                              |
|  | Anthophila (abejas)          |
|  |                              |

|  | Sphecidae (sensu stricto)            |
|  |                                      |
|  | Crabroninae (parte de "Crabronidae") |
|  |                                      |

|  | Nyssonini, Astatinae     |
|  |                          |
|  | "Heterogynaidae" (parte) |
|  |                          |

|  | Pemphredoninae, Philanthinae |
|  |                              |
|  | Anthophila (abejas)          |
|  |                              |

|  | Nyssonini, Astatinae     |
|  |                          |
|  | "Heterogynaidae" (parte) |
|  |                          |

|  | Pemphredoninae, Philanthinae |
|  |                              |
|  | Anthophila (abejas)          |
|  |                              |

|  | Nyssonini, Astatinae     |
|  |                          |
|  | "Heterogynaidae" (parte) |
|  |                          |

|  | Pemphredoninae, Philanthinae |
|  |                              |
|  | Anthophila (abejas)          |
|  |                              |

|  | Nyssonini, Astatinae     |
|  |                          |
|  | "Heterogynaidae" (parte) |
|  |                          |

|  | Pemphredoninae, Philanthinae |
|  |                              |
|  | Anthophila (abejas)          |
|  |                              |

|  | Sphecidae (sensu stricto)            |
|  |                                      |
|  | Crabroninae (parte de "Crabronidae") |
|  |                                      |

|  | Nyssonini, Astatinae     |
|  |                          |
|  | "Heterogynaidae" (parte) |
|  |                          |

|  | Pemphredoninae, Philanthinae |
|  |                              |
|  | Anthophila (abejas)          |
|  |                              |

|  | Nyssonini, Astatinae     |
|  |                          |
|  | "Heterogynaidae" (parte) |
|  |                          |

|  | Pemphredoninae, Philanthinae |
|  |                              |
|  | Anthophila (abejas)          |
|  |                              |

|  | Nyssonini, Astatinae     |
|  |                          |
|  | "Heterogynaidae" (parte) |
|  |                          |

|  | Pemphredoninae, Philanthinae |
|  |                              |
|  | Anthophila (abejas)          |
|  |                              |

|  | Nyssonini, Astatinae     |
|  |                          |
|  | "Heterogynaidae" (parte) |
|  |                          |

|  | Pemphredoninae, Philanthinae |
|  |                              |
|  | Anthophila (abejas)          |
|  |                              |

|  | Sphecidae (sensu stricto)            |
|  |                                      |
|  | Crabroninae (parte de "Crabronidae") |
|  |                                      |

|  | Nyssonini, Astatinae     |
|  |                          |
|  | "Heterogynaidae" (parte) |
|  |                          |

|  | Pemphredoninae, Philanthinae |
|  |                              |
|  | Anthophila (abejas)          |
|  |                              |

|  | Nyssonini, Astatinae     |
|  |                          |
|  | "Heterogynaidae" (parte) |
|  |                          |

|  | Pemphredoninae, Philanthinae |
|  |                              |
|  | Anthophila (abejas)          |
|  |                              |

|  | Nyssonini, Astatinae     |
|  |                          |
|  | "Heterogynaidae" (parte) |
|  |                          |

|  | Pemphredoninae, Philanthinae |
|  |                              |
|  | Anthophila (abejas)          |
|  |                              |

|  | Nyssonini, Astatinae     |
|  |                          |
|  | "Heterogynaidae" (parte) |
|  |                          |

|  | Pemphredoninae, Philanthinae |
|  |                              |
|  | Anthophila (abejas)          |
|  |                              |

|  | Sphecidae (sensu stricto)            |
|  |                                      |
|  | Crabroninae (parte de "Crabronidae") |
|  |                                      |

|  | Nyssonini, Astatinae     |
|  |                          |
|  | "Heterogynaidae" (parte) |
|  |                          |

|  | Pemphredoninae, Philanthinae |
|  |                              |
|  | Anthophila (abejas)          |
|  |                              |

|  | Nyssonini, Astatinae     |
|  |                          |
|  | "Heterogynaidae" (parte) |
|  |                          |

|  | Pemphredoninae, Philanthinae |
|  |                              |
|  | Anthophila (abejas)          |
|  |                              |

|  | Nyssonini, Astatinae     |
|  |                          |
|  | "Heterogynaidae" (parte) |
|  |                          |

|  | Pemphredoninae, Philanthinae |
|  |                              |
|  | Anthophila (abejas)          |
|  |                              |

|  | Nyssonini, Astatinae     |
|  |                          |
|  | "Heterogynaidae" (parte) |
|  |                          |

|  | Pemphredoninae, Philanthinae |
|  |                              |
|  | Anthophila (abejas)          |
|  |                              |

|  | Sphecidae (sensu stricto)            |
|  |                                      |
|  | Crabroninae (parte de "Crabronidae") |
|  |                                      |

|  | Nyssonini, Astatinae     |
|  |                          |
|  | "Heterogynaidae" (parte) |
|  |                          |

|  | Pemphredoninae, Philanthinae |
|  |                              |
|  | Anthophila (abejas)          |
|  |                              |

|  | Nyssonini, Astatinae     |
|  |                          |
|  | "Heterogynaidae" (parte) |
|  |                          |

|  | Pemphredoninae, Philanthinae |
|  |                              |
|  | Anthophila (abejas)          |
|  |                              |

|  | Nyssonini, Astatinae     |
|  |                          |
|  | "Heterogynaidae" (parte) |
|  |                          |

|  | Pemphredoninae, Philanthinae |
|  |                              |
|  | Anthophila (abejas)          |
|  |                              |

|  | Nyssonini, Astatinae     |
|  |                          |
|  | "Heterogynaidae" (parte) |
|  |                          |

|  | Pemphredoninae, Philanthinae |
|  |                              |
|  | Anthophila (abejas)          |
|  |                              |

|  | Sphecidae (sensu stricto)            |
|  |                                      |
|  | Crabroninae (parte de "Crabronidae") |
|  |                                      |

|  | Nyssonini, Astatinae     |
|  |                          |
|  | "Heterogynaidae" (parte) |
|  |                          |

|  | Pemphredoninae, Philanthinae |
|  |                              |
|  | Anthophila (abejas)          |
|  |                              |

|  | Nyssonini, Astatinae     |
|  |                          |
|  | "Heterogynaidae" (parte) |
|  |                          |

|  | Pemphredoninae, Philanthinae |
|  |                              |
|  | Anthophila (abejas)          |
|  |                              |

|  | Nyssonini, Astatinae     |
|  |                          |
|  | "Heterogynaidae" (parte) |
|  |                          |

|  | Pemphredoninae, Philanthinae |
|  |                              |
|  | Anthophila (abejas)          |
|  |                              |

|  | Nyssonini, Astatinae     |
|  |                          |
|  | "Heterogynaidae" (parte) |
|  |                          |

|  | Pemphredoninae, Philanthinae |
|  |                              |
|  | Anthophila (abejas)          |
|  |                              |

#### Interna
Este cladograma de las familias de abejas se basa en el de Hedtke et al., 2013, que coloca las previas familias Dasypodaidae y Meganomiidae como subfamilias de Melittidae.
El nombre común cuando disponible aparece en paréntesis.
|  | Apidae (abejas sociales, inc. la abeja doméstica) ~87 Ma |
|  |                                                          |
|  | Megachilidae ~50 Ma                                      |
|  |                                                          |

|  | Halictidae ~50 Ma                                                                               |
|  |                                                                                                 |
|  | \| \| Colletidae ~25 Ma \| \| \| \| \| \| Stenotritidae (abejas australianas) ~2 Ma \| \| \| \| |
|  |                                                                                                 |
|  | Colletidae ~25 Ma                                                                               |
|  |                                                                                                 |
|  | Stenotritidae (abejas australianas) ~2 Ma                                                       |
|  |                                                                                                 |

|  | Colletidae ~25 Ma                         |
|  |                                           |
|  | Stenotritidae (abejas australianas) ~2 Ma |
|  |                                           |

|  | Halictidae ~50 Ma                                                                               |
|  |                                                                                                 |
|  | \| \| Colletidae ~25 Ma \| \| \| \| \| \| Stenotritidae (abejas australianas) ~2 Ma \| \| \| \| |
|  |                                                                                                 |
|  | Colletidae ~25 Ma                                                                               |
|  |                                                                                                 |
|  | Stenotritidae (abejas australianas) ~2 Ma                                                       |
|  |                                                                                                 |

|  | Colletidae ~25 Ma                         |
|  |                                           |
|  | Stenotritidae (abejas australianas) ~2 Ma |
|  |                                           |

|  | Apidae (abejas sociales, inc. la abeja doméstica) ~87 Ma |
|  |                                                          |
|  | Megachilidae ~50 Ma                                      |
|  |                                                          |

|  | Halictidae ~50 Ma                                                                               |
|  |                                                                                                 |
|  | \| \| Colletidae ~25 Ma \| \| \| \| \| \| Stenotritidae (abejas australianas) ~2 Ma \| \| \| \| |
|  |                                                                                                 |
|  | Colletidae ~25 Ma                                                                               |
|  |                                                                                                 |
|  | Stenotritidae (abejas australianas) ~2 Ma                                                       |
|  |                                                                                                 |

|  | Colletidae ~25 Ma                         |
|  |                                           |
|  | Stenotritidae (abejas australianas) ~2 Ma |
|  |                                           |

|  | Halictidae ~50 Ma                                                                               |
|  |                                                                                                 |
|  | \| \| Colletidae ~25 Ma \| \| \| \| \| \| Stenotritidae (abejas australianas) ~2 Ma \| \| \| \| |
|  |                                                                                                 |
|  | Colletidae ~25 Ma                                                                               |
|  |                                                                                                 |
|  | Stenotritidae (abejas australianas) ~2 Ma                                                       |
|  |                                                                                                 |

|  | Colletidae ~25 Ma                         |
|  |                                           |
|  | Stenotritidae (abejas australianas) ~2 Ma |
|  |                                           |

|  | Apidae (abejas sociales, inc. la abeja doméstica) ~87 Ma |
|  |                                                          |
|  | Megachilidae ~50 Ma                                      |
|  |                                                          |

|  | Halictidae ~50 Ma                                                                               |
|  |                                                                                                 |
|  | \| \| Colletidae ~25 Ma \| \| \| \| \| \| Stenotritidae (abejas australianas) ~2 Ma \| \| \| \| |
|  |                                                                                                 |
|  | Colletidae ~25 Ma                                                                               |
|  |                                                                                                 |
|  | Stenotritidae (abejas australianas) ~2 Ma                                                       |
|  |                                                                                                 |

|  | Colletidae ~25 Ma                         |
|  |                                           |
|  | Stenotritidae (abejas australianas) ~2 Ma |
|  |                                           |

|  | Halictidae ~50 Ma                                                                               |
|  |                                                                                                 |
|  | \| \| Colletidae ~25 Ma \| \| \| \| \| \| Stenotritidae (abejas australianas) ~2 Ma \| \| \| \| |
|  |                                                                                                 |
|  | Colletidae ~25 Ma                                                                               |
|  |                                                                                                 |
|  | Stenotritidae (abejas australianas) ~2 Ma                                                       |
|  |                                                                                                 |

|  | Colletidae ~25 Ma                         |
|  |                                           |
|  | Stenotritidae (abejas australianas) ~2 Ma |
|  |                                           |

|  | Apidae (abejas sociales, inc. la abeja doméstica) ~87 Ma |
|  |                                                          |
|  | Megachilidae ~50 Ma                                      |
|  |                                                          |

|  | Halictidae ~50 Ma                                                                               |
|  |                                                                                                 |
|  | \| \| Colletidae ~25 Ma \| \| \| \| \| \| Stenotritidae (abejas australianas) ~2 Ma \| \| \| \| |
|  |                                                                                                 |
|  | Colletidae ~25 Ma                                                                               |
|  |                                                                                                 |
|  | Stenotritidae (abejas australianas) ~2 Ma                                                       |
|  |                                                                                                 |

|  | Colletidae ~25 Ma                         |
|  |                                           |
|  | Stenotritidae (abejas australianas) ~2 Ma |
|  |                                           |

|  | Halictidae ~50 Ma                                                                               |
|  |                                                                                                 |
|  | \| \| Colletidae ~25 Ma \| \| \| \| \| \| Stenotritidae (abejas australianas) ~2 Ma \| \| \| \| |
|  |                                                                                                 |
|  | Colletidae ~25 Ma                                                                               |
|  |                                                                                                 |
|  | Stenotritidae (abejas australianas) ~2 Ma                                                       |
|  |                                                                                                 |

|  | Colletidae ~25 Ma                         |
|  |                                           |
|  | Stenotritidae (abejas australianas) ~2 Ma |
|  |                                           |

|  | Apidae (abejas sociales, inc. la abeja doméstica) ~87 Ma |
|  |                                                          |
|  | Megachilidae ~50 Ma                                      |
|  |                                                          |

|  | Halictidae ~50 Ma                                                                               |
|  |                                                                                                 |
|  | \| \| Colletidae ~25 Ma \| \| \| \| \| \| Stenotritidae (abejas australianas) ~2 Ma \| \| \| \| |
|  |                                                                                                 |
|  | Colletidae ~25 Ma                                                                               |
|  |                                                                                                 |
|  | Stenotritidae (abejas australianas) ~2 Ma                                                       |
|  |                                                                                                 |

|  | Colletidae ~25 Ma                         |
|  |                                           |
|  | Stenotritidae (abejas australianas) ~2 Ma |
|  |                                           |

|  | Halictidae ~50 Ma                                                                               |
|  |                                                                                                 |
|  | \| \| Colletidae ~25 Ma \| \| \| \| \| \| Stenotritidae (abejas australianas) ~2 Ma \| \| \| \| |
|  |                                                                                                 |
|  | Colletidae ~25 Ma                                                                               |
|  |                                                                                                 |
|  | Stenotritidae (abejas australianas) ~2 Ma                                                       |
|  |                                                                                                 |

|  | Colletidae ~25 Ma                         |
|  |                                           |
|  | Stenotritidae (abejas australianas) ~2 Ma |
|  |                                           |

|  | Apidae (abejas sociales, inc. la abeja doméstica) ~87 Ma |
|  |                                                          |
|  | Megachilidae ~50 Ma                                      |
|  |                                                          |

|  | Halictidae ~50 Ma                                                                               |
|  |                                                                                                 |
|  | \| \| Colletidae ~25 Ma \| \| \| \| \| \| Stenotritidae (abejas australianas) ~2 Ma \| \| \| \| |
|  |                                                                                                 |
|  | Colletidae ~25 Ma                                                                               |
|  |                                                                                                 |
|  | Stenotritidae (abejas australianas) ~2 Ma                                                       |
|  |                                                                                                 |

|  | Colletidae ~25 Ma                         |
|  |                                           |
|  | Stenotritidae (abejas australianas) ~2 Ma |
|  |                                           |

|  | Halictidae ~50 Ma                                                                               |
|  |                                                                                                 |
|  | \| \| Colletidae ~25 Ma \| \| \| \| \| \| Stenotritidae (abejas australianas) ~2 Ma \| \| \| \| |
|  |                                                                                                 |
|  | Colletidae ~25 Ma                                                                               |
|  |                                                                                                 |
|  | Stenotritidae (abejas australianas) ~2 Ma                                                       |
|  |                                                                                                 |

|  | Colletidae ~25 Ma                         |
|  |                                           |
|  | Stenotritidae (abejas australianas) ~2 Ma |
|  |                                           |

|  | Apidae (abejas sociales, inc. la abeja doméstica) ~87 Ma |
|  |                                                          |
|  | Megachilidae ~50 Ma                                      |
|  |                                                          |

|  | Halictidae ~50 Ma                                                                               |
|  |                                                                                                 |
|  | \| \| Colletidae ~25 Ma \| \| \| \| \| \| Stenotritidae (abejas australianas) ~2 Ma \| \| \| \| |
|  |                                                                                                 |
|  | Colletidae ~25 Ma                                                                               |
|  |                                                                                                 |
|  | Stenotritidae (abejas australianas) ~2 Ma                                                       |
|  |                                                                                                 |

|  | Colletidae ~25 Ma                         |
|  |                                           |
|  | Stenotritidae (abejas australianas) ~2 Ma |
|  |                                           |

|  | Halictidae ~50 Ma                                                                               |
|  |                                                                                                 |
|  | \| \| Colletidae ~25 Ma \| \| \| \| \| \| Stenotritidae (abejas australianas) ~2 Ma \| \| \| \| |
|  |                                                                                                 |
|  | Colletidae ~25 Ma                                                                               |
|  |                                                                                                 |
|  | Stenotritidae (abejas australianas) ~2 Ma                                                       |
|  |                                                                                                 |

|  | Colletidae ~25 Ma                         |
|  |                                           |
|  | Stenotritidae (abejas australianas) ~2 Ma |
|  |                                           |

|  | Apidae (abejas sociales, inc. la abeja doméstica) ~87 Ma |
|  |                                                          |
|  | Megachilidae ~50 Ma                                      |
|  |                                                          |

|  | Halictidae ~50 Ma                                                                               |
|  |                                                                                                 |
|  | \| \| Colletidae ~25 Ma \| \| \| \| \| \| Stenotritidae (abejas australianas) ~2 Ma \| \| \| \| |
|  |                                                                                                 |
|  | Colletidae ~25 Ma                                                                               |
|  |                                                                                                 |
|  | Stenotritidae (abejas australianas) ~2 Ma                                                       |
|  |                                                                                                 |

|  | Colletidae ~25 Ma                         |
|  |                                           |
|  | Stenotritidae (abejas australianas) ~2 Ma |
|  |                                           |

|  | Halictidae ~50 Ma                                                                               |
|  |                                                                                                 |
|  | \| \| Colletidae ~25 Ma \| \| \| \| \| \| Stenotritidae (abejas australianas) ~2 Ma \| \| \| \| |
|  |                                                                                                 |
|  | Colletidae ~25 Ma                                                                               |
|  |                                                                                                 |
|  | Stenotritidae (abejas australianas) ~2 Ma                                                       |
|  |                                                                                                 |

|  | Colletidae ~25 Ma                         |
|  |                                           |
|  | Stenotritidae (abejas australianas) ~2 Ma |
|  |                                           |

## Ecología

### Asociaciones con flores
La mayoría de las abejas son polilécticas (generalistas) que cosechan polen de una variedad de plantas. Sin embargo, algunas son oligolécticas (especialistas), que solo recogen polen de unas pocas especies de plantas relacionadas, generalmente dentro de una misma familia. Los polinizadores especialistas también incluyen algunos que cosechan aceites florales en vez o además de polen, también los machos de las abejas de las orquídeas que coleccionan productos aromáticos de las orquídeas (uno de los pocos casos en que las abejas machos son eficientes polinizadores). También son capaces de identificar los diseños ultravioletas o los aromas de ciertas flores e incluso los campos electromagnéticos. Una vez que la abeja llega a la flor hace uso de la calidad del néctar y del sabor del polen para decidir si sigue visitando ese tipo de flores.
En raros casos una especie de plantas es polinizada efectivamente por una sola especie de abejas. Algunas especies de plantas están en peligro de extinción, al menos en parte, porque su polinizador también se encuentra en peligro. Sin embargo, existe una marcada tendencia de que las abejas oligolécticas estén asociadas con plantas comunes de amplia distribución que son visitadas por una variedad de polinizadores. Por ejemplo hay alrededor de cuarenta oligolelos asociados al arbusto de la creosota  (Larrea tridentata) en las zonas áridas del suroeste de Estados Unidos.

### Mimetismo y modelos

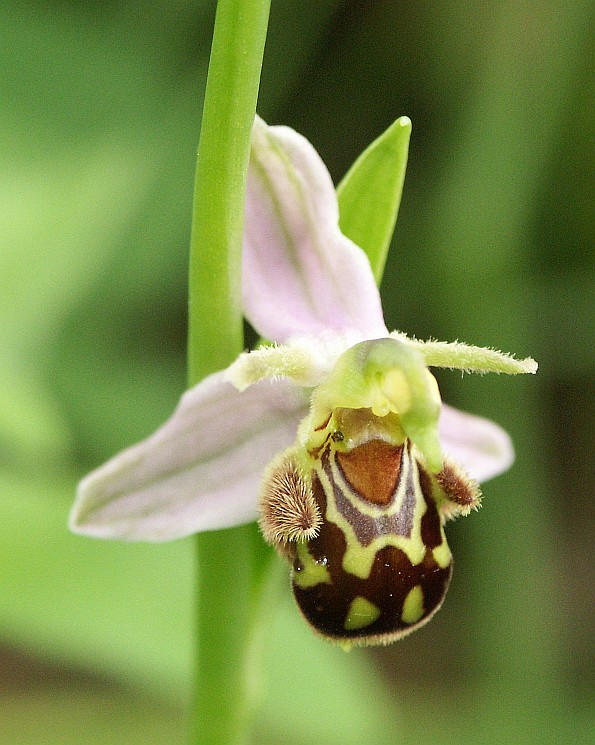
Orquídea de las abejas atrae a una abeja macho que intenta aparearse con la flor.

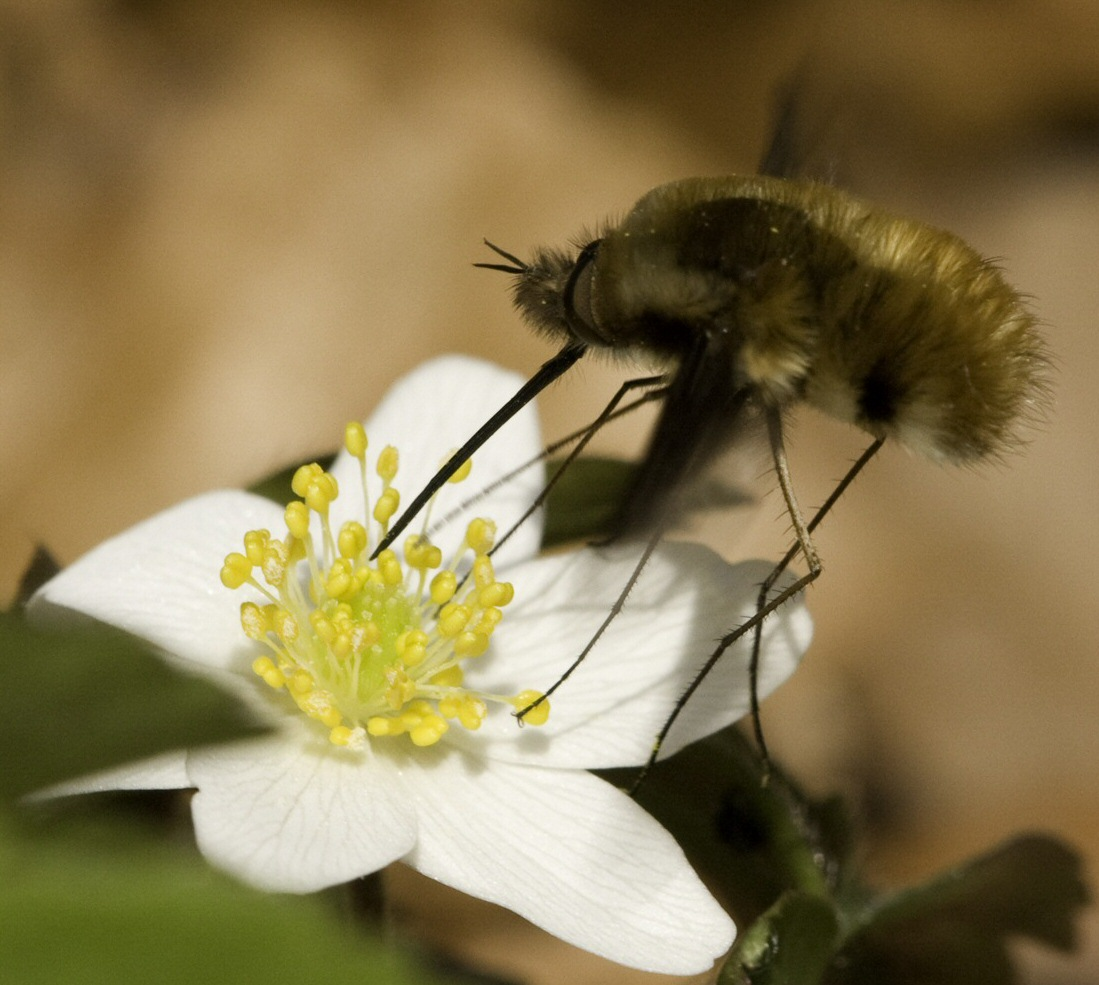
La mosca Bombylius major, un mímico batesiano de las abejas tomando néctar de una flor.

Muchas abejas tienen coloración aposemática (que anuncia a sus enemigos que les puede causar daño con su picadura). Generalmente son colores brillantes como naranja y negro. Estos insectos sirven de modelos de mimetismo batesiano para insectos que carecen de esas defensas y no pican pero que recurren al engaño para protegerse de sus depredadores. Algunas moscas de las familias Syrphidae, Asilidae, Tabanidae, Oestridae y Bombyliidae, que son frecuentes visitantes de las flores, obtienen protección de esta manera.
Las abejas mismas son mímicos müllerianos de otros insectos aposemáticos con colores semejantes, por ejemplo avispas, escarabajos de la familia Lycidae y algunas mariposas y polillas (Lepidoptera) que tienen un sabor desagradable. Este sabor es adquirido generalmente de las plantas de que se alimentan. El mimetismo mülleriano beneficia a todos los miembros del grupo gracias a la reducción de depredación.
Algunas plantas mimetizan a las abejas. Tal es el caso de la orquídea abeja que imita el olor y la apariencia de la hembra de ciertas especies de abejas. El macho trata de aparearse con la flor (pseudocopulación) y al hacerlo repetidamente transporta las polinias de una orquídea a otra.

### Parásitos de puesta

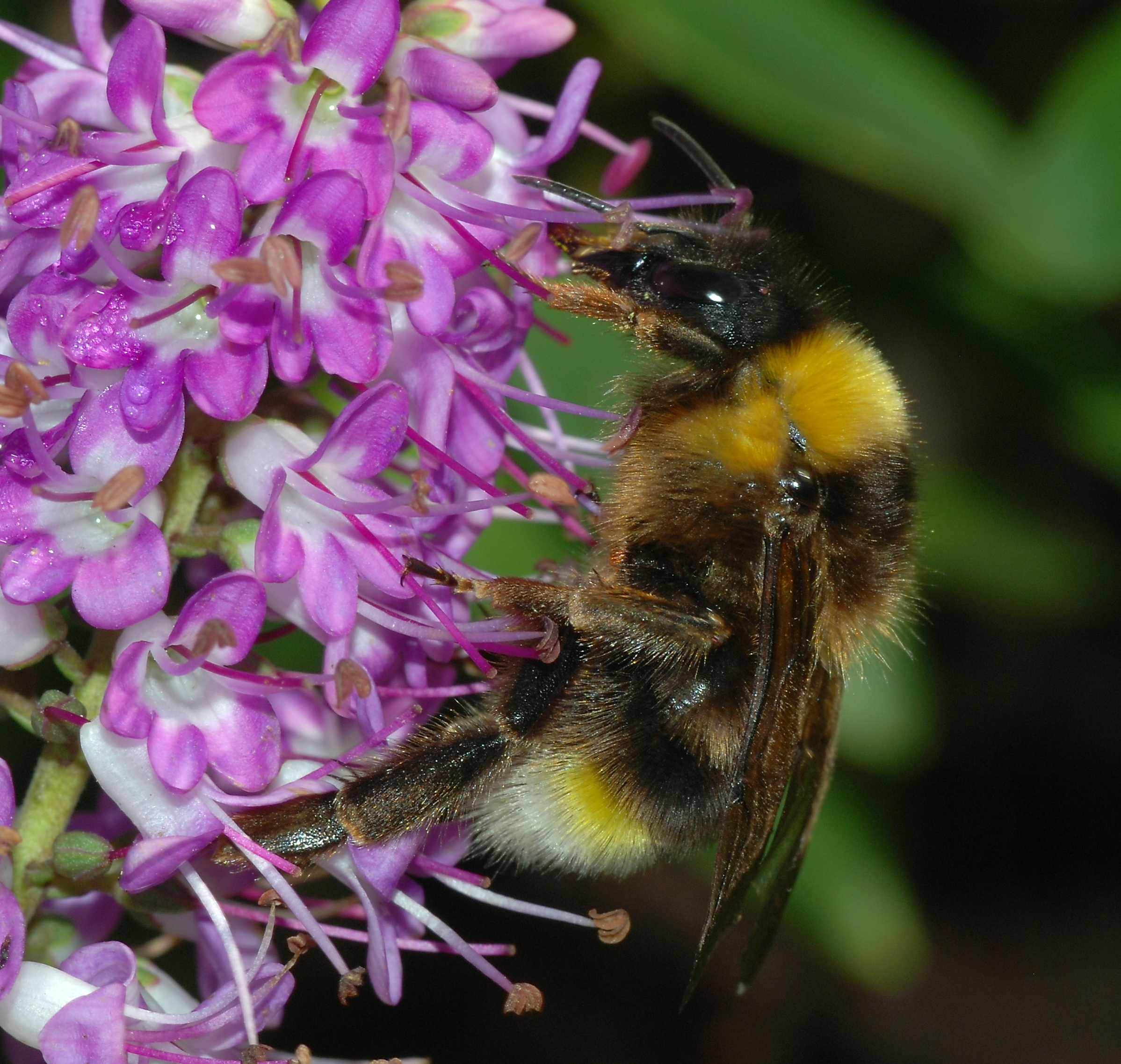
Bombus vestalis, un parásito de puesta del abejorro Bombus terrestris

Algunas especies de varias familias de abejas son parásitos de puesta o de nido. Un ejemplo es la subfamilia Nomadinae de la familia Apidae y el subgénero Psithyrus del género Bombus. Las hembras de estas especies carecen del equipo colector de polen (escopa o corbícula) y no construyen sus propios nidos.
Por lo común, entran en el nido de la especie huésped y depositan un huevo en una celdilla. La así llamada abeja cuco se alimenta del alimento almacenado y a veces también de la larva del huésped. El abejorro del Ártico, Bombus hyperboreus, es una especie agresiva que ataca y esclaviza a otros abejorros del mismo subgénero. A diferencia de la mayoría de los parásitos de puesta, tiene equipo para colectar polen y a veces efectúa esta actividad.

### Abejas nocturnas
Cuatro familias de abejas (Apidae, Andrenidae, Colletidae y Halictidae) contienen algunas especies que son crepusculares o nocturnas, es decir que son activas entre la puesta del sol y el amanecer. La mayoría son tropicales o subtropicales, pero también algunas se encuentran en regiones áridas en latitudes más altas. Estas abejas tienen ocelos de gran tamaño, sumamente sensibles a la luz de baja intensidad, pero incapaces de ver imágenes. Los ojos compuestos también están adaptados a la luz escasa. Su capacidad de vuelo nocturno les permite evitar algunos depredadores y les da acceso a flores que producen néctar solo de noche o principalmente de noche.

### Depredadores, parásitos y patógenos

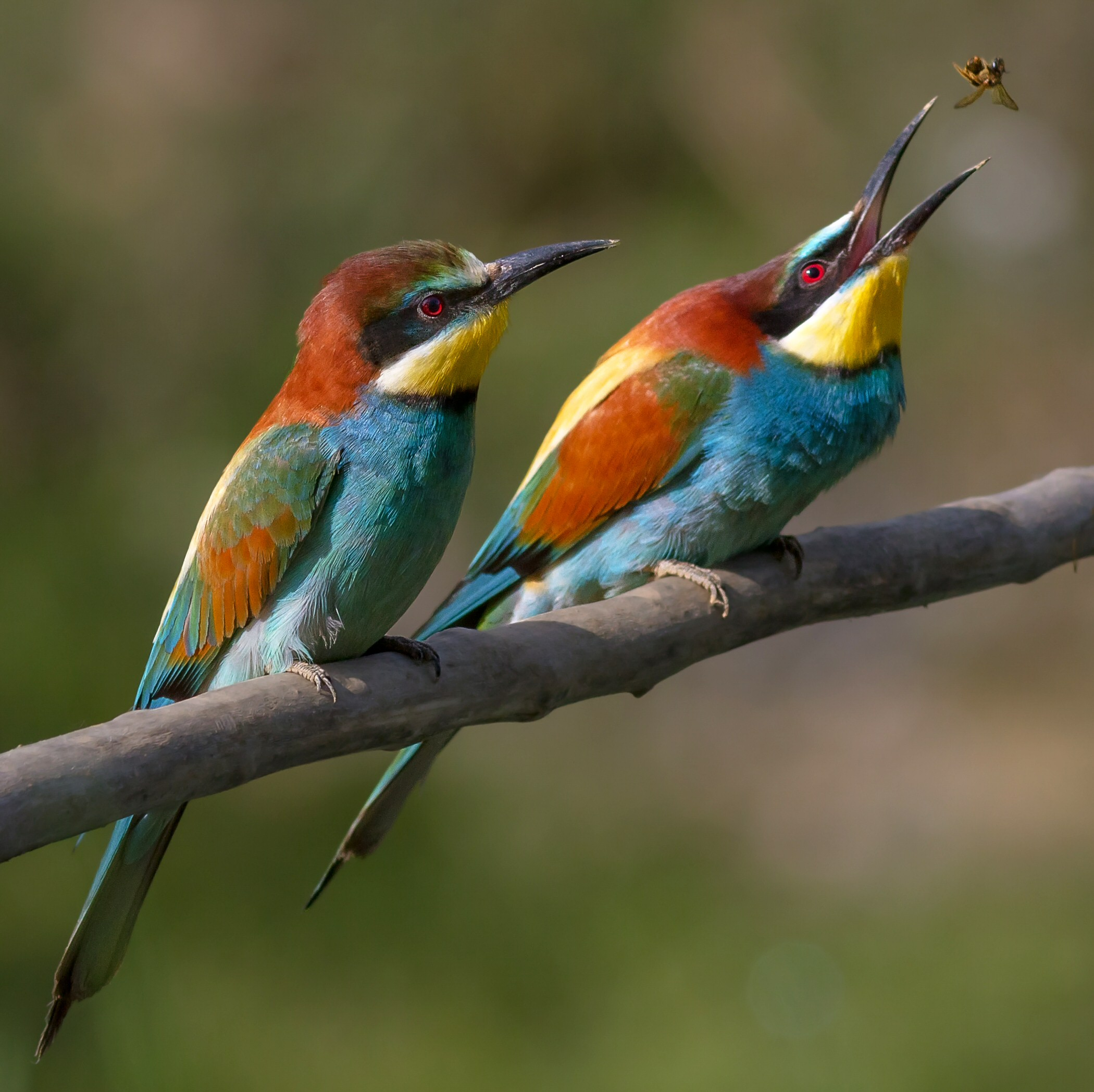
El abejaruco, Merops apiaster, se especializa en comer abejas; un macho atrapa un regalo nupcial para su pareja.

Las aves depredadoras de las abejas incluyen a los abejarucos, los alcaudones o verdugos  y los papamoscas. Estas aves hacen vuelos cortos y ataques rápidos atrapando insectos en vuelo. Los vencejos y las golondrinas también atrapan insectos en vuelo pero hacen vuelos más prolongados. El ave de presa Pernis ataca los nidos de abejas y se alimenta de las larvas.
El indicador grande mantiene una relación con los humanos; los guía hasta los nidos o colmenas de abejas silvestres. Recibe como recompensa los restos de lo que coleccionan los humanos, incluyendo la cera, las larvas y huevos.
Entre los mamíferos depredadores de abejas se cuentan el oso, el tejón que escarba los nidos de abejorros y come las larvas y el alimento almacenado, el zorrillo, el topo, el zorro, ratones y otros roedores.

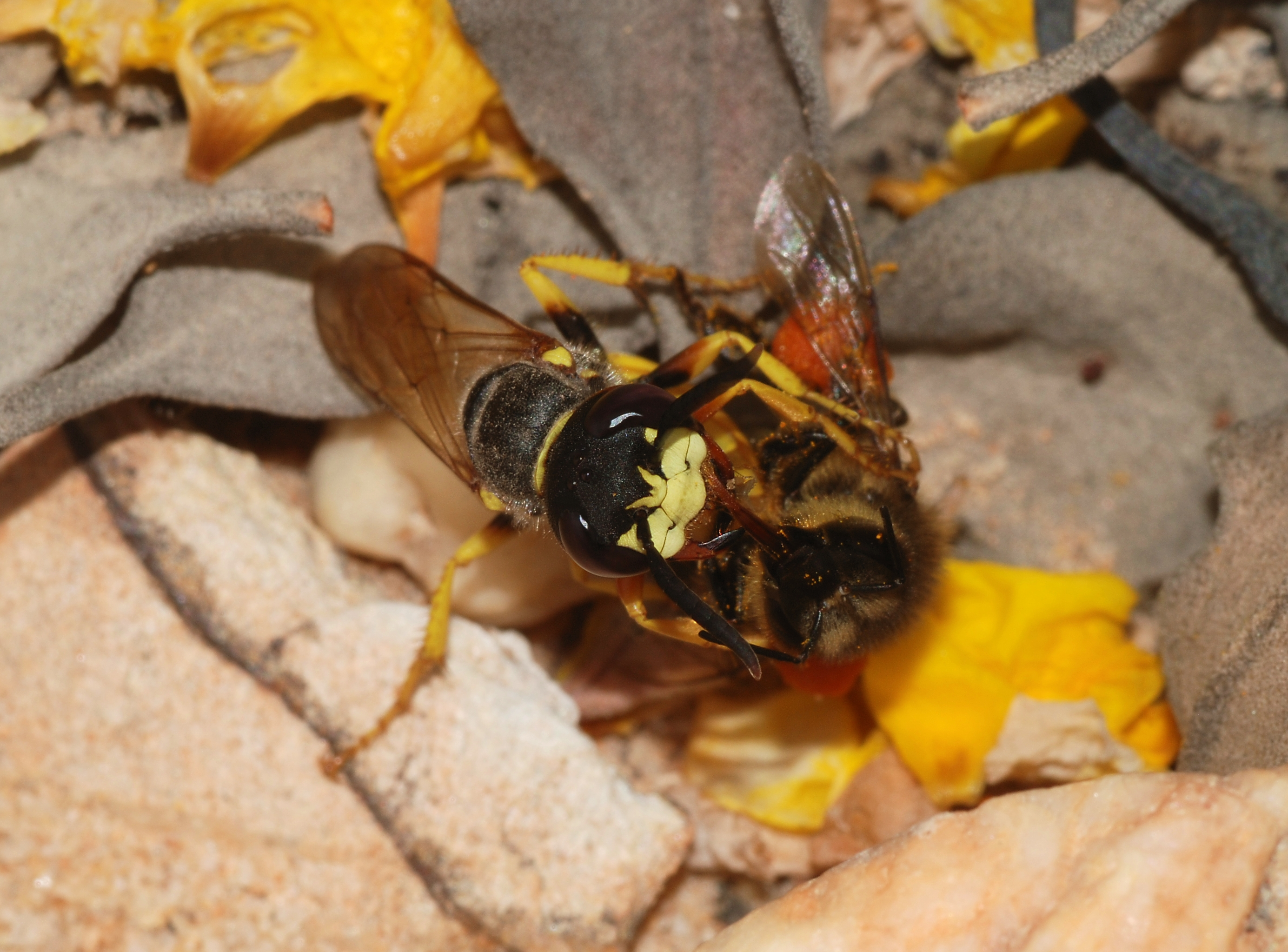
Lobo de las abejas Philanthus triangulum paralizando una abeja con su picadura

Entre los invertebrados están las arañas cangrejo, que se esconden en las flores al acecho de los visitantes, incluyendo abejas. Las chinches asesinas de la familia Reduviidae (Phymatinae) y los mántidos tienen una estrategia similar.
Los lobos de las abejas son avispas que atacan a las abejas. Otros insectos que se alimentan de abejas son las moscas asílidas y las libélulas.
Muchas especies de ácaros atacan a las abejas incluyendo a la abeja doméstica. El ácaro Varroa es un parásito de la abeja doméstica que causa serios problemas a las colmenas. Sin embargo, hay casos de relaciones mutualistas entre abejas y ácaros, que se alimentan de desechos y otros parásitos de los nidos de abejas.

### Impacto de las actividades humanas sobre las abejas
Las abejas se ven afectadas por la contaminación agrícola, especialmente por el uso de pesticidas. En los últimos años, solo en Estados Unidos, se estima un decrecimiento anual del 30% de las colonias de abejas. Los factores que contribuyen a la disminución de las colonias son variadas e incluyen parásitos, plagas, enfermedades, los monocultivos agrícolas, uso de pesticidas, la alimentación y las prácticas modernas de apicultura. En particular, los pesticidas neonicotinoides como el imidacloprid han sido un foco de atención debido a su actividad sistémica y uso generalizado del mismo, lo que resulta en la presencia constante de residuos en el néctar y el polen consumido por las abejas.

## Galería

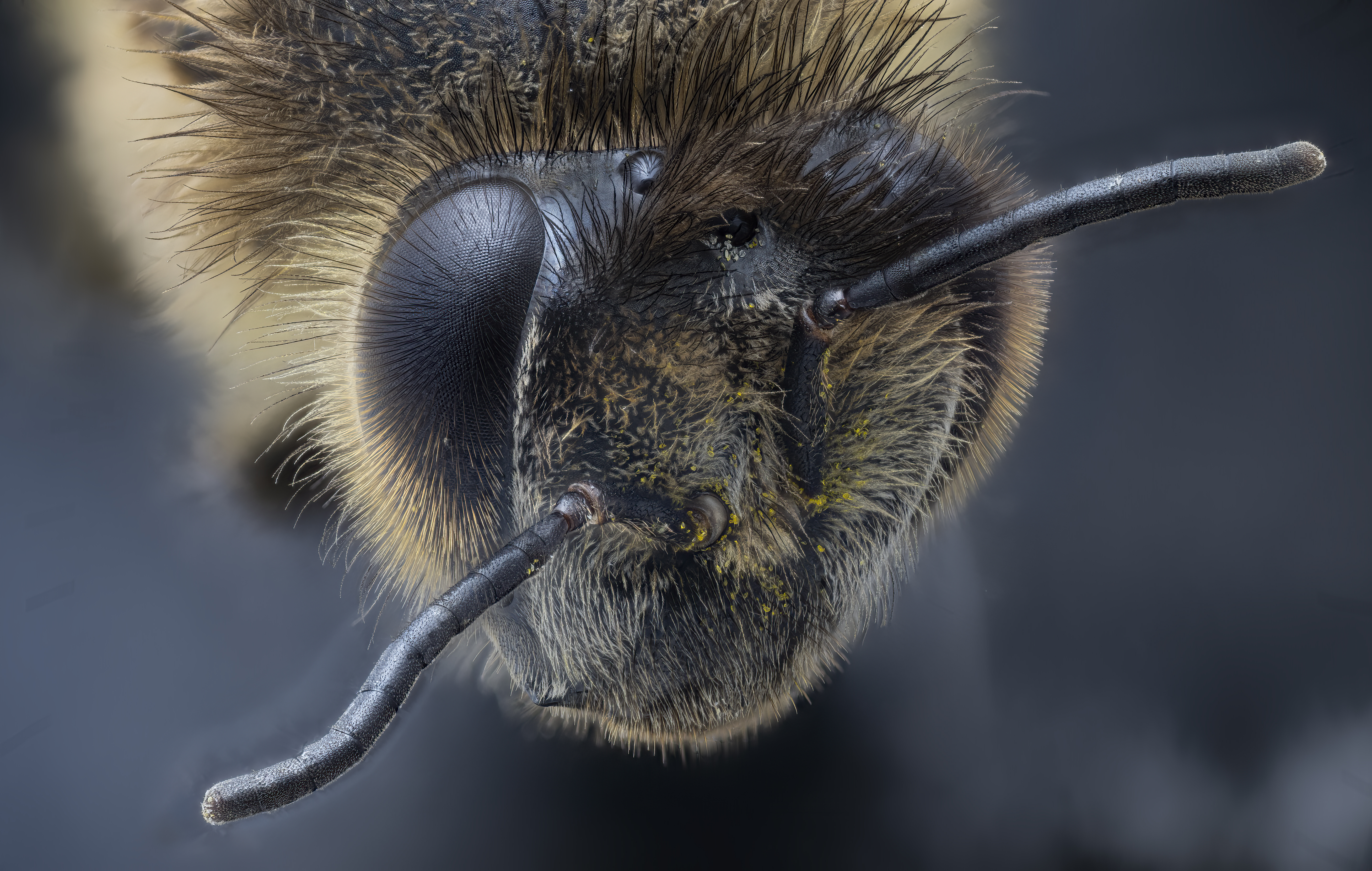
Cabeza de abeja.
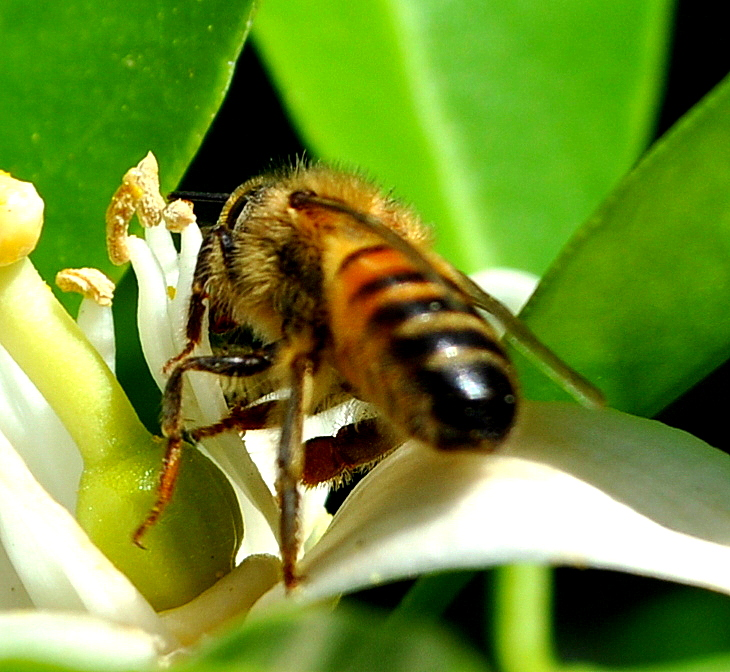
Abeja (Apis mellifera) polinizando una flor de azahar
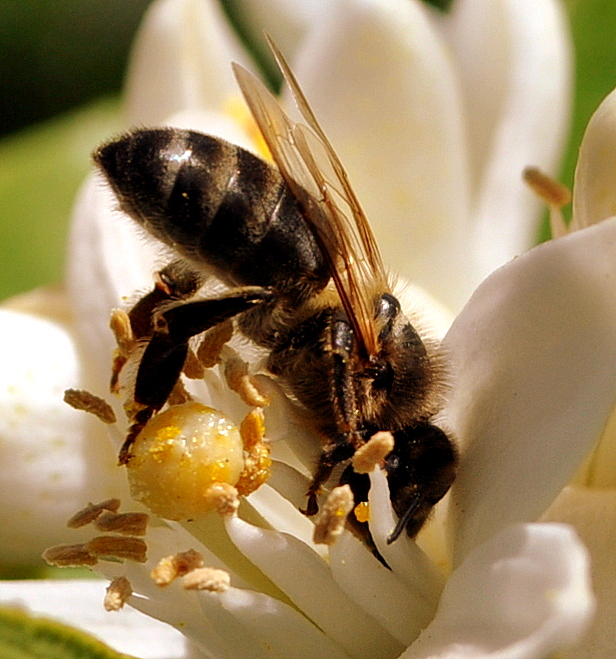
Abeja (Apis mellifera) polinizando una flor de azahar
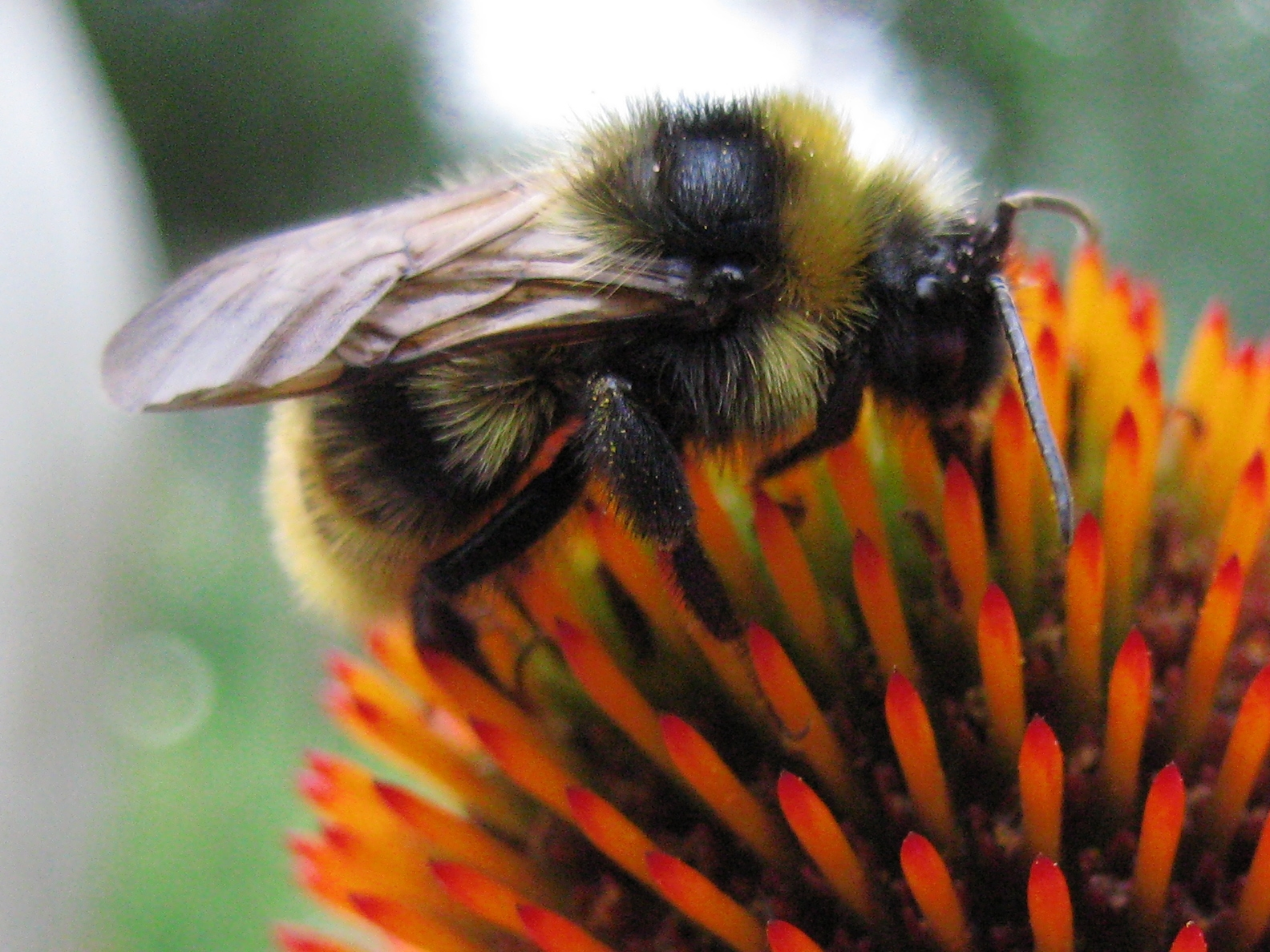
Abejorro (Bombus sp.) sobre una Echinacea sp.
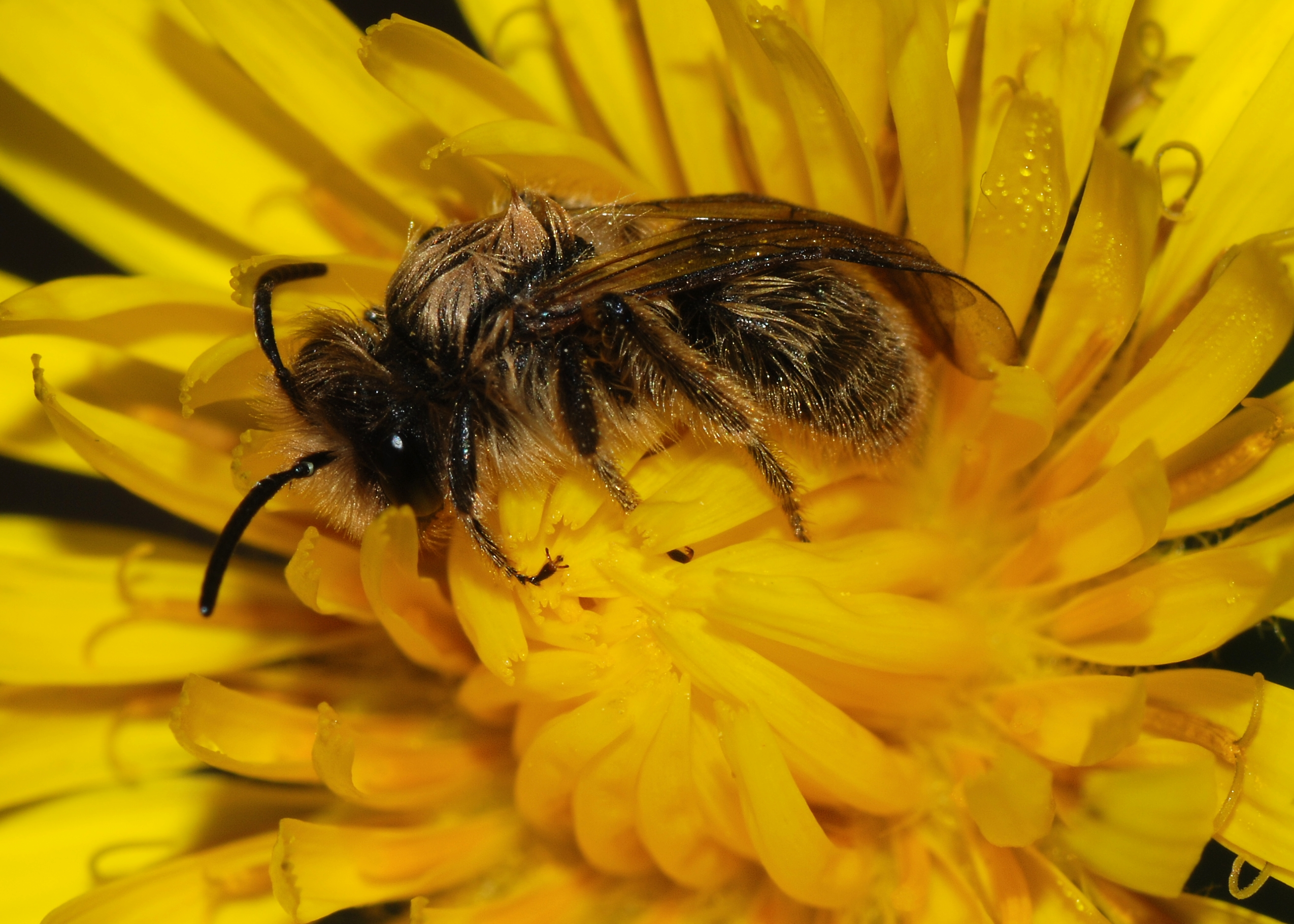
Abeja Andrena macho
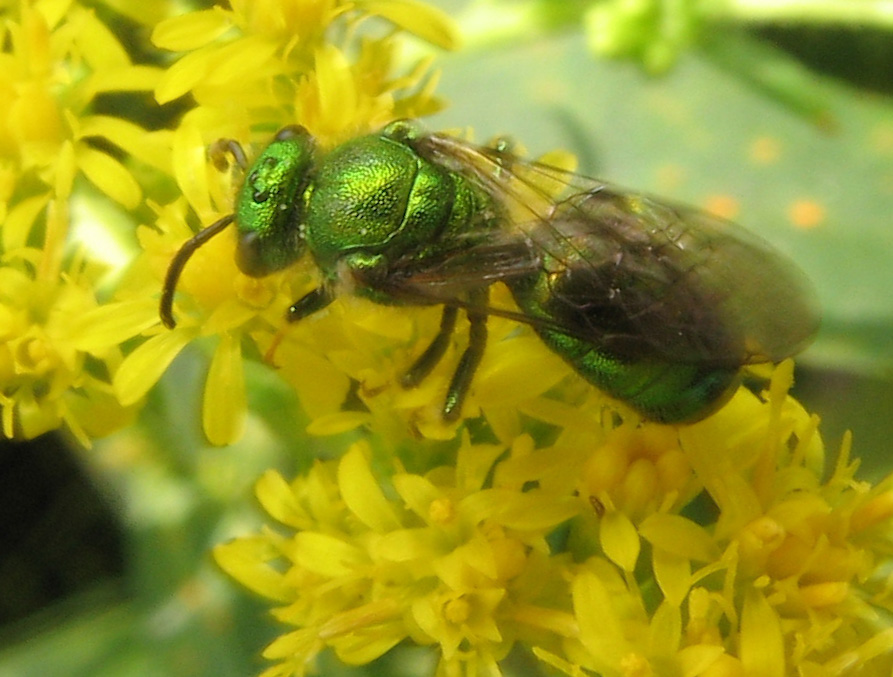
Augochloropsis Pensilvania
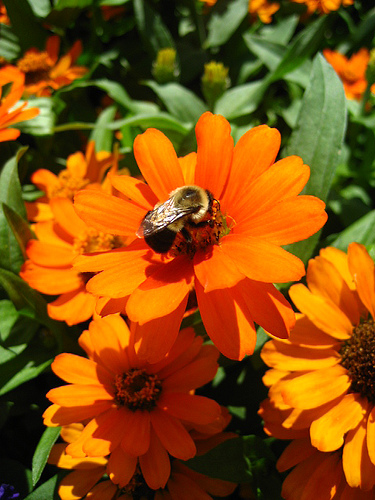
Abejorro, (Bombus sp.) Montreal
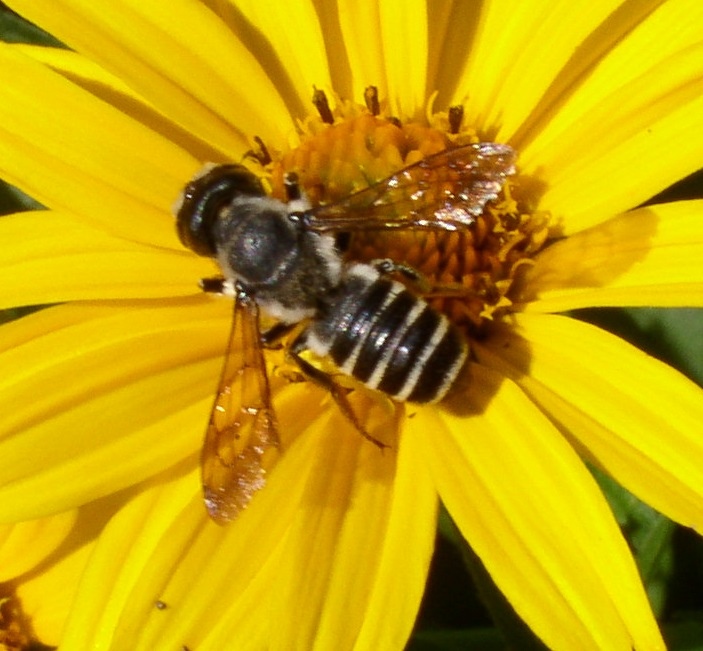
Megachilidae en girasol, Pensilvania
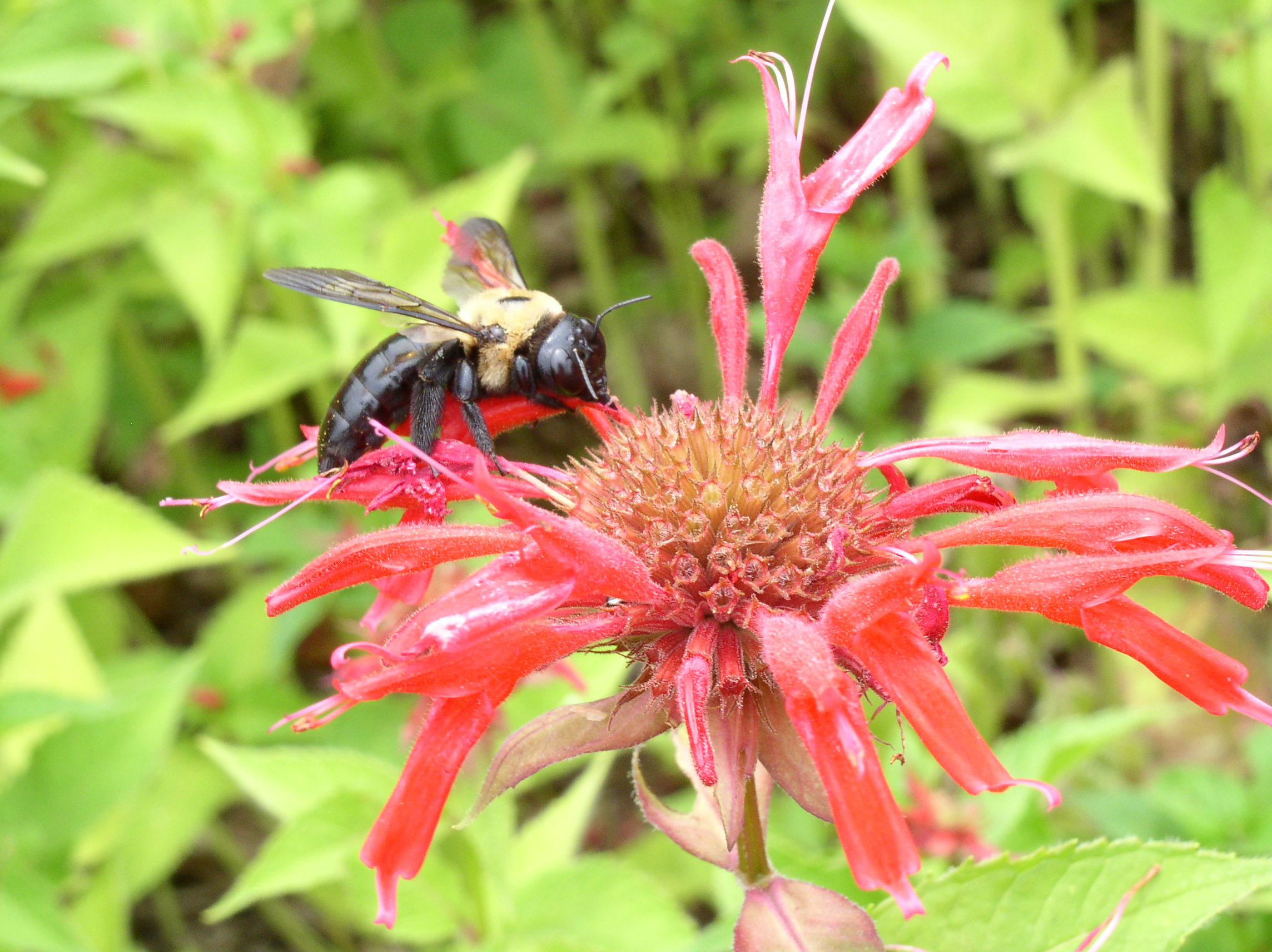
Abejorro carpintero, Xylocopa, Pensilvania
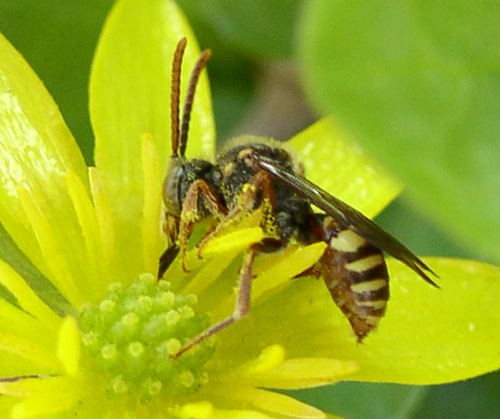
Abeja parásita Nomadinae Pensilvania
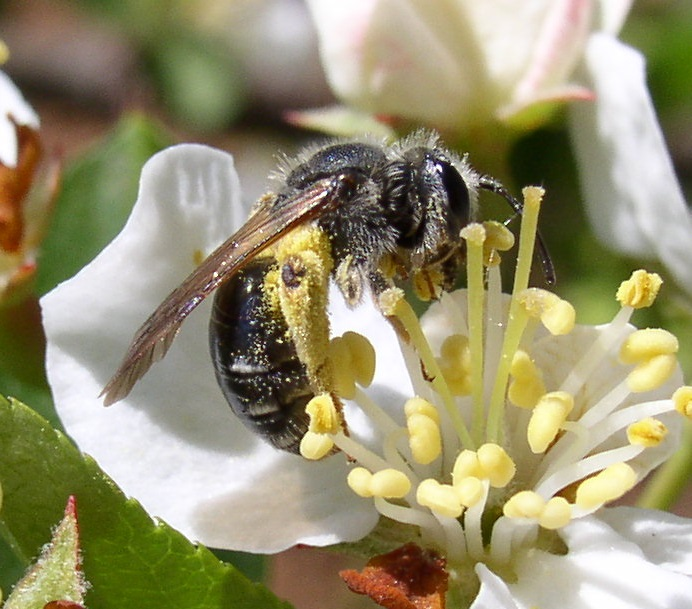
Abeja Andrenidae, Nueva York
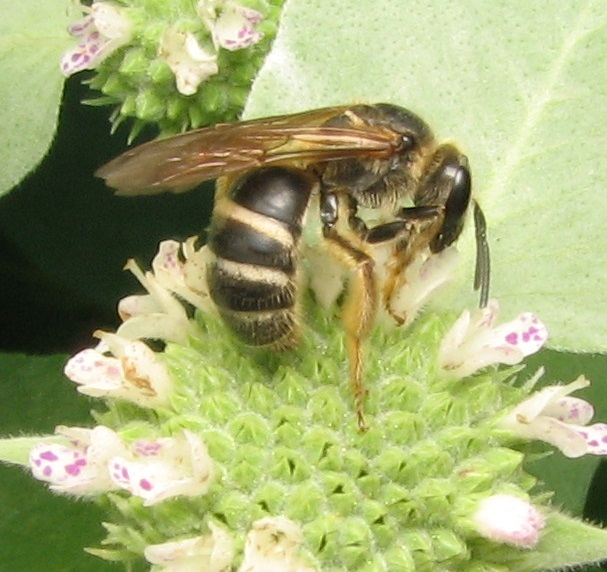
Lasioglossum Pensilvania
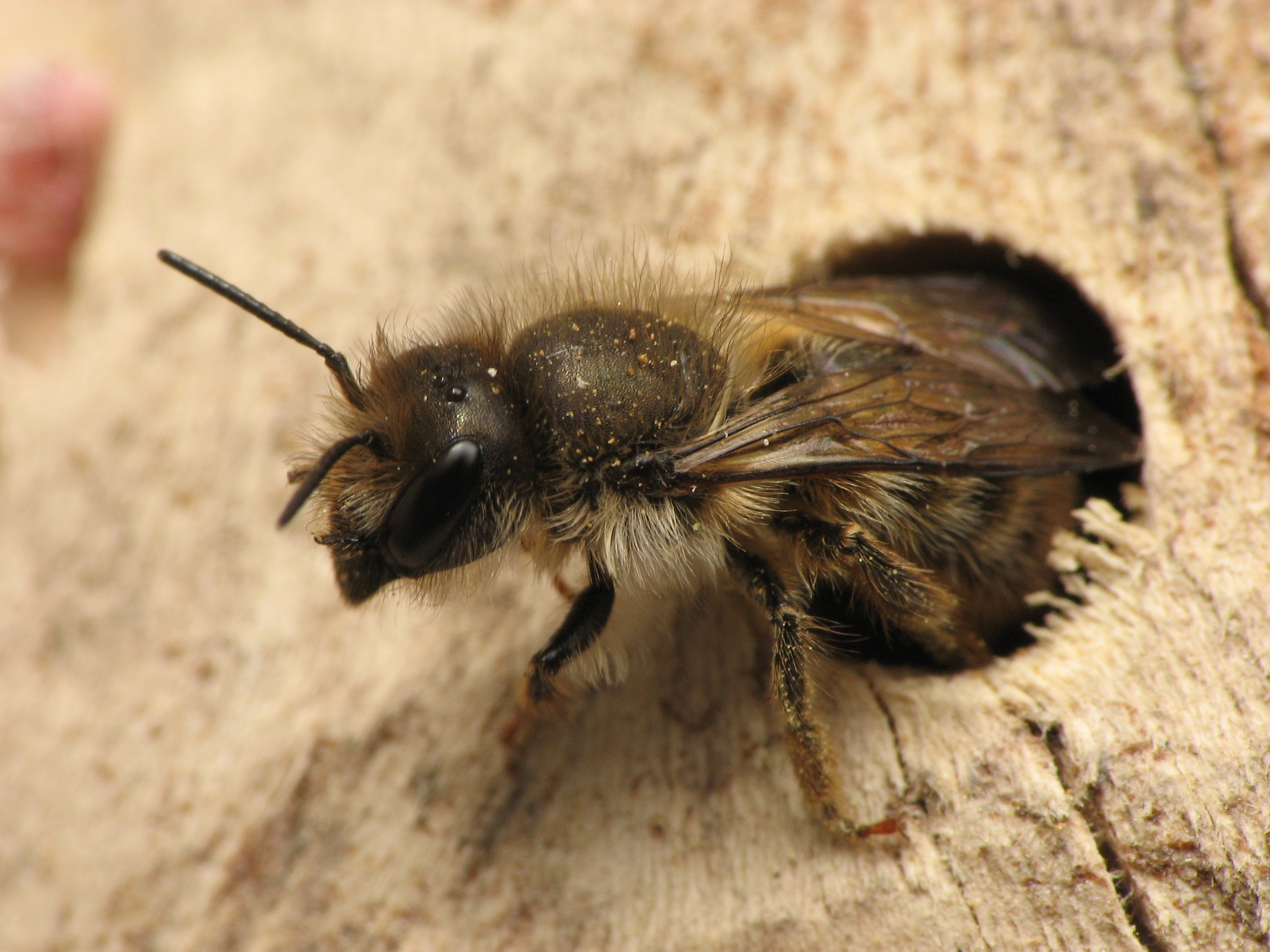
Osmia cornifrons Pensilvania
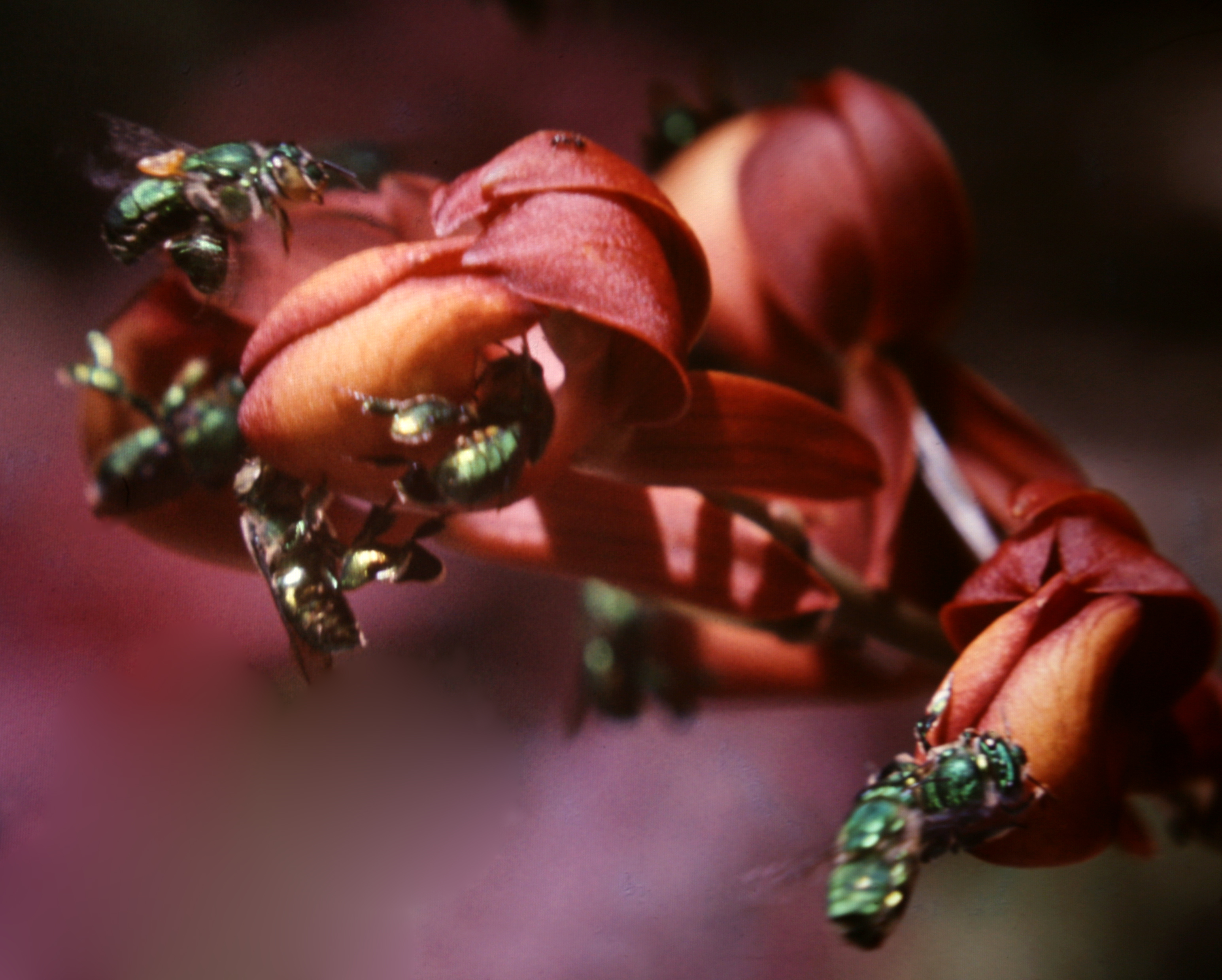
Abejas Euglossini en orquídea Mormodes buccinator (Surinam)
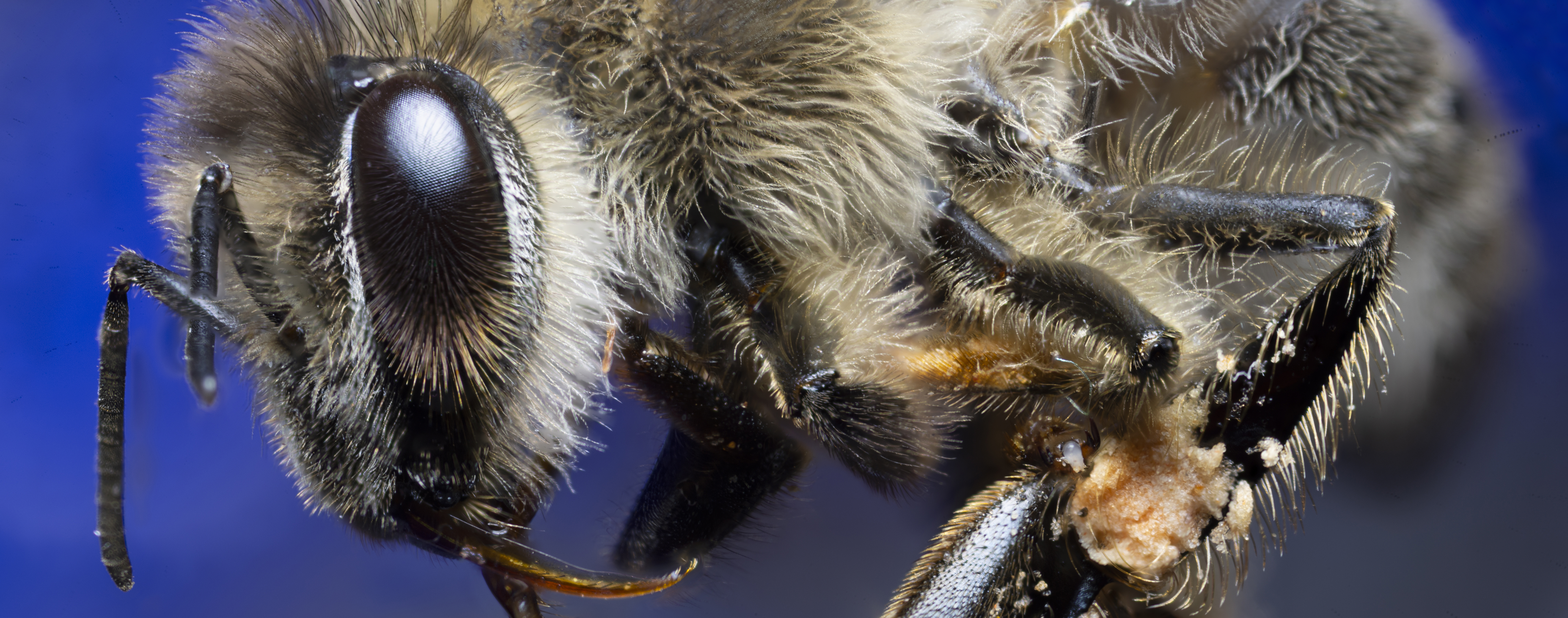
Cabeza y torso de abeja melífera
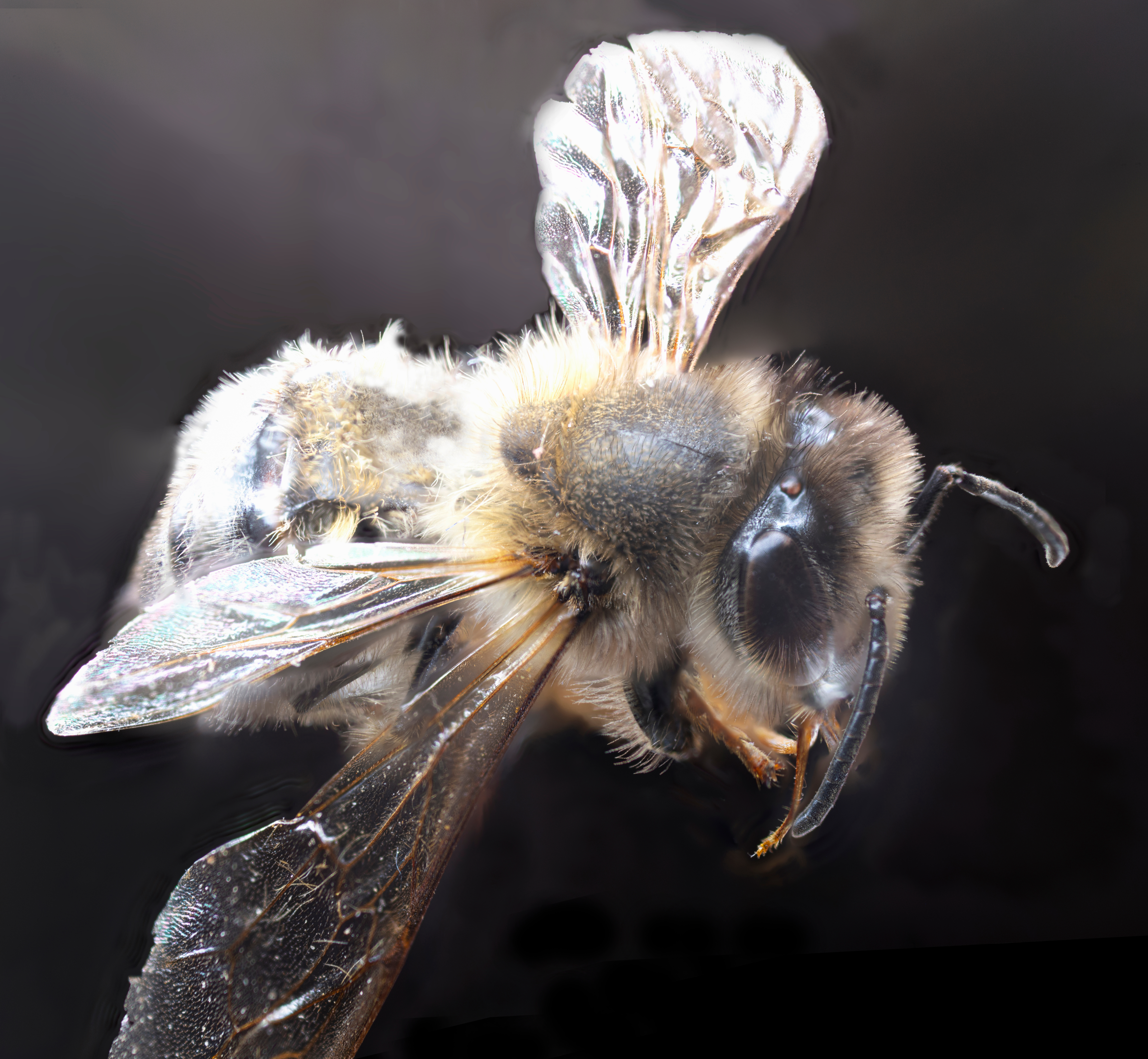
Abeja melífera
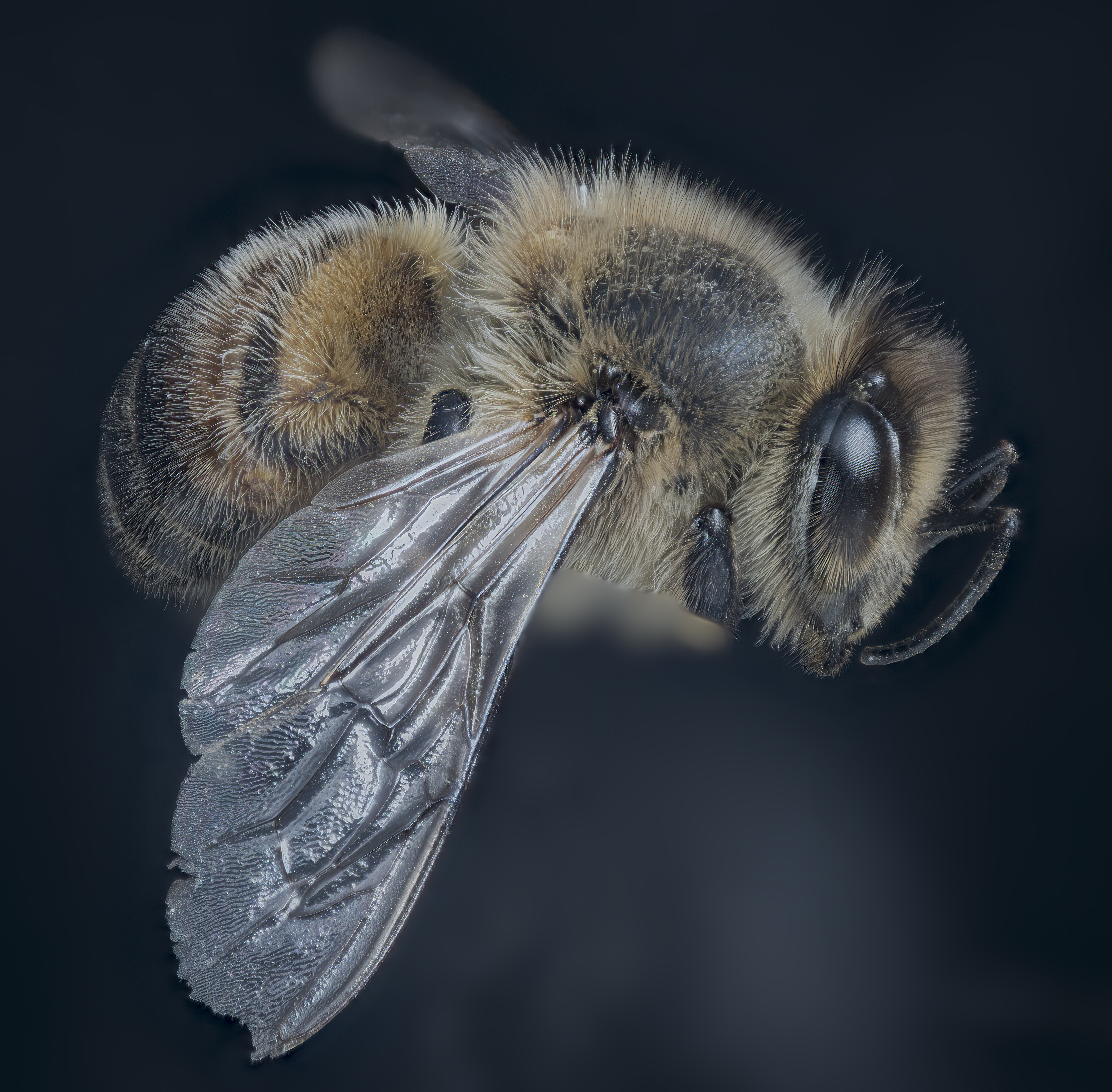
Abeja de costado.
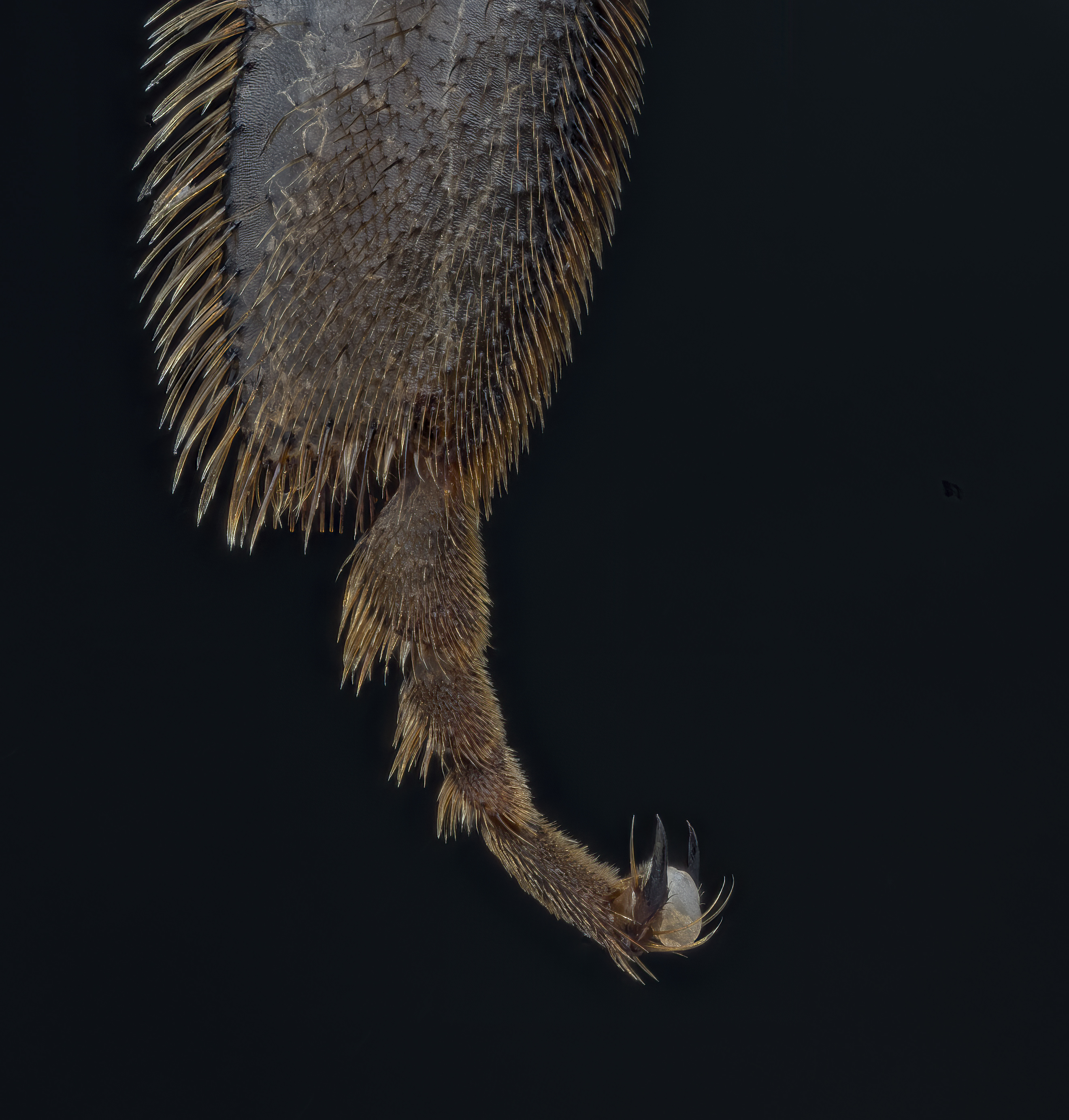
Pata de abeja.

## Documentos audiovisuales
- Vida salvaje, NATIONAL GEOGRAPHIC en español, agosto de 2008 . vol. 23. Núm 2